# Zuid-Holland
Zuid-Holland (uitspraakⓘ) is een provincie in het westen van Nederland aan de Noordzeekust. De hoofdstad is Den Haag, de grootste stad is Rotterdam. Zuid-Holland is een van de dichtstbevolkte en  geïndustrialiseerdste gebieden ter wereld. De provincie meet 3308 km² en het aantal inwoners is 3.804.737 (eind 2022), waarmee Zuid-Holland de dichtstbevolkte én bevolkingsrijkste provincie van Nederland is.
Aangrenzende provincies zijn Zeeland in het zuiden, Noord-Brabant in het zuidoosten en Gelderland en Utrecht in het oosten. Aan de noordgrens ligt de provincie Noord-Holland waarmee Zuid-Holland tot de grondwetsherziening van 1840 één provincie Holland vormde. Tot 1795 was dit gebied Graafschap Holland. In het westen grenst de provincie aan de Noordzee.

## Geschiedenis

### Prehistorie en Oudheid

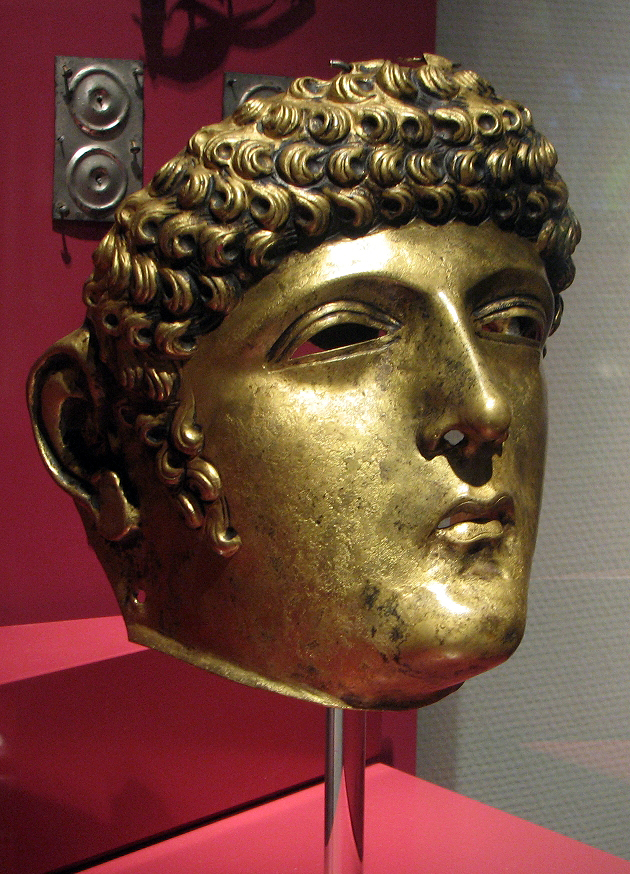
Masker van een Romeinse ruiter, gevonden nabij Matilo in het hedendaagse Leiden

Door de vondst van een skelet van een vrouw, die de koosnaam Trijntje heeft gekregen, in Hardinxveld-Giessendam uit ongeveer 5500 v.Chr., is bekend dat er al in die tijd mensen leefden in het gebied dat momenteel tot de provincie Zuid-Holland behoort. Waarschijnlijk behoorde 'Trijntje' tot een groep zonder vaste verblijfplaats, die leefde van jagen en vissen Zo'n 2000 jaar later gingen mensen geleidelijk over tot landbouw en veeteelt, waarbij zij zich vestigden op vaste plaatsen. Daarvan zijn bij Vlaardingen gebruiksvoorwerpen gevonden, gemaakt van hout en bot. Het gaat onder andere om bijlen, naalden en de resten van een primitieve kano, die duiden op een soort beschaving die de Vlaardingencultuur wordt genoemd.
In de tijd van de Romeinen liep de grens van het Romeinse Rijk tot aan de Oude Rijn bij Katwijk en behoorde het gebied bij Germania Inferior. Op de grens werden forten gebouwd, zoals onder andere Lugdunum Batavorum bij Katwijk, Praetorium Agrippinae bij Valkenburg, Matilo bij Leiden, Albanianae bij Alphen aan den Rijn en Nigrum Pullum bij Zwammerdam. In het tegenwoordige Zuid-Holland werd een Romeinse stad gesticht, Forum Hadriani bij Voorburg. Deze ommuurde stad was gebouwd volgens een schaakbordpatroon en er waren tempels, een rechtbank, een plein en een badhuis.

### Middeleeuwen

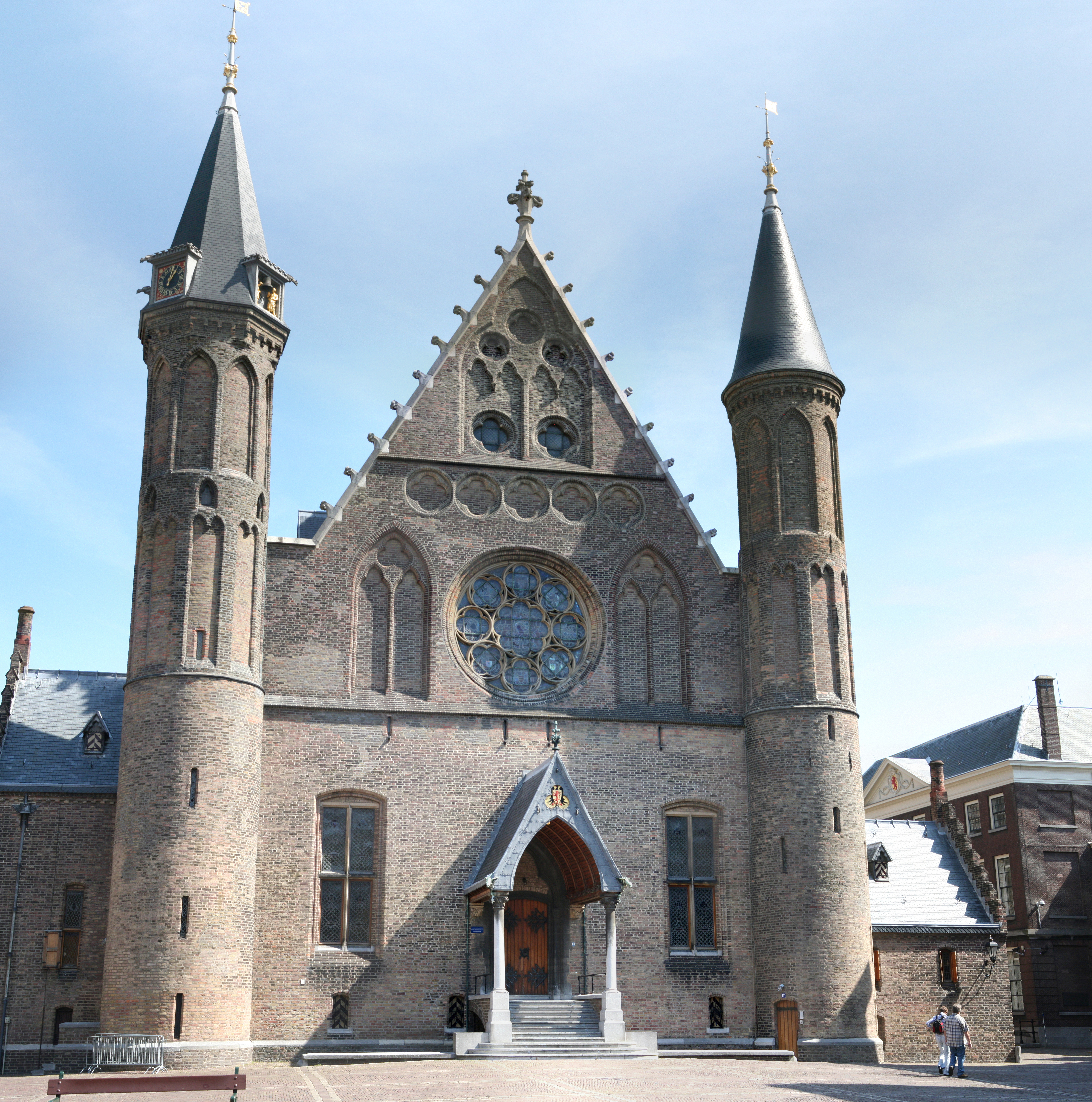
De Ridderzaal in Den Haag, gebouwd in opdracht van graaf Willem II in 1248

Na het vertrek van de Romeinen door onlusten in het Rijk behoorde het gebied bij het Friese Koninkrijk waarna het in 636 werd veroverd door de Frankische koning Dagobert I. In 690 kwam de Angelsaksische monnik Willibrord aan land bij Katwijk en kreeg toestemming van de Frankische hofmeier Pepijn II om missiewerk te verrichten. Hij zou een kerk in Oegstgeest hebben gesticht en in latere jaren werd het gehele gebied gekerstend. Het gebied was sinds het Verdrag van Verdun (843) onderdeel van het Oostfrankische rijk, waarvan de koning als dank voor steun gebieden schonk aan Gerulf en later ook aan Dirk I. Zo ontstond het graafschap Holland, dat pas echt zelfstandig werd bij het verslaan van het keizerlijke leger bij de Slag bij Vlaardingen (1018). In 1248 werd door graaf Willem II opdracht gegeven om de Ridderzaal in Den Haag te bouwen en later werd door graaf Floris V het graafschap nog eens vergroot.
Rond 1000 vond de Grote Ontginning plaats waarbij een groot deel van het Groene Hart ontgonnen werd. De vrijgekomen gronden werden verkocht door de graaf van Holland en de kennis van het ontginnen werd zelfs geëxporteerd naar Noordoost-Duitsland. Om de waterbeheersing te regelen werden in de 13e eeuw hoogheemraadschappen opgericht, wat een vroege vorm was van democratisch bestuur.
De eerste stad in Holland die stadsrechten kreeg was Dordrecht in 1220. Het aantal steden in Holland was klein gedurende de 13e eeuw, maar dit veranderde rond 1500 toen het de hoogste stedendichtheid van Europa bereikte. Dordrecht was de belangrijkste stad tot de Sint-Elisabethsvloeden van 1404, 1421 en 1424. Als gevolg van deze overstromingen (waarbij de Biesbosch ontstond) vergingen vele dorpen en kon Dordrecht daar geen belasting meer heffen.
In de 14e eeuw ontstond een burgeroorlog over de opvolging van graaf Willem VI. Deze Hoekse en Kabeljauwse twisten ging tussen de dochter van Willem VI, Jacoba van Beieren en haar oom Jan van Beieren gesteund door de Bourgondische hertog Filips de Goede. Uiteindelijk trok Jacoba aan het kortste eind en trok zij zich terug in slot Teylingen bij Sassenheim.

### Moderne tijd

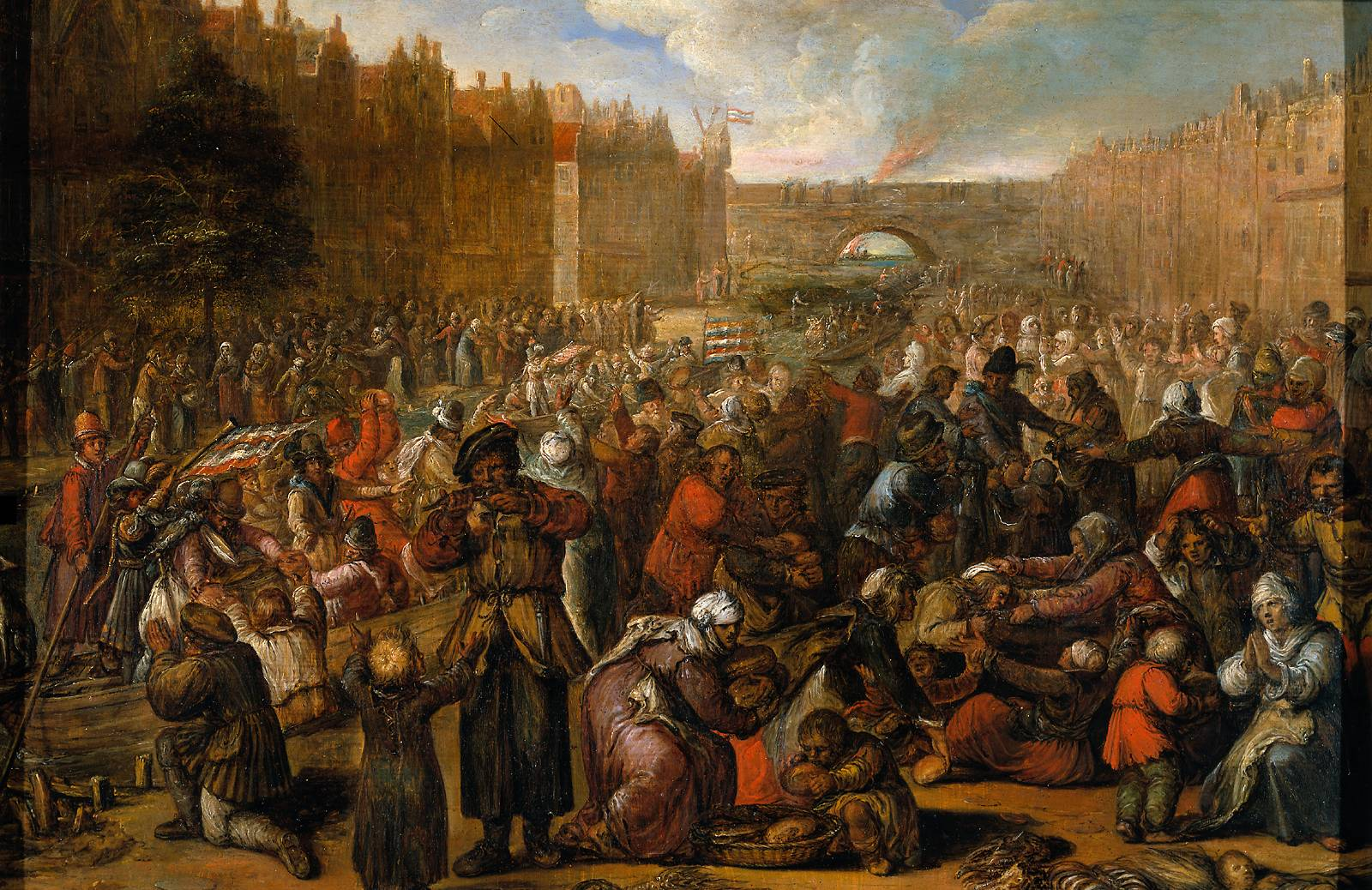
Leidens ontzet in 1574, nadat de stad een jaar lang werd belegerd door Spanje

Tijdens de Tachtigjarige Oorlog vonden in het zuidelijke deel van Holland gebeurtenissen plaats als de inname van Den Briel, op 1 april 1572, de moord op de negentien katholieke geestelijken, bekend als de martelaren van Gorcum in 1572, de Eerste Vrije Statenvergadering op 19 juli 1572, het ontzet van Leiden op 3 oktober 1574 en de moord op Willem van Oranje op 10 juli 1584 in Delft. Na het succesvolle ontzet van Leiden werd de eerste universiteit van het hedendaagse Nederland in Leiden opgericht.
Holland ging de Gouden Eeuw in en bracht onder andere wetenschappers als Anthonie van Leeuwenhoek en Christiaan Huygens, filosofen als Baruch Spinoza en Pierre Bayle en schilders als Johannes Vermeer, Rembrandt van Rijn en Jan Steen voort.
In de negentiende eeuw werden de zandgronden nabij Sassenheim, Lisse en Hillegom afgegraven voor verschillende doeleinden, waardoor geestgronden overbleven die zeer geschikt waren voor de bollenteelt. Zo kwam de grootschalige bollencultuur en internationaal opererende bollenhandel op. Verder vond in de negentiende eeuw de Leidse buskruitramp plaats, wat een groot deel van de binnenstad in Leiden verwoestte. Deze ramp kon als de eerste echte nationale ramp worden beschouwd door de hulp van koning Lodewijk en de rest van het land.

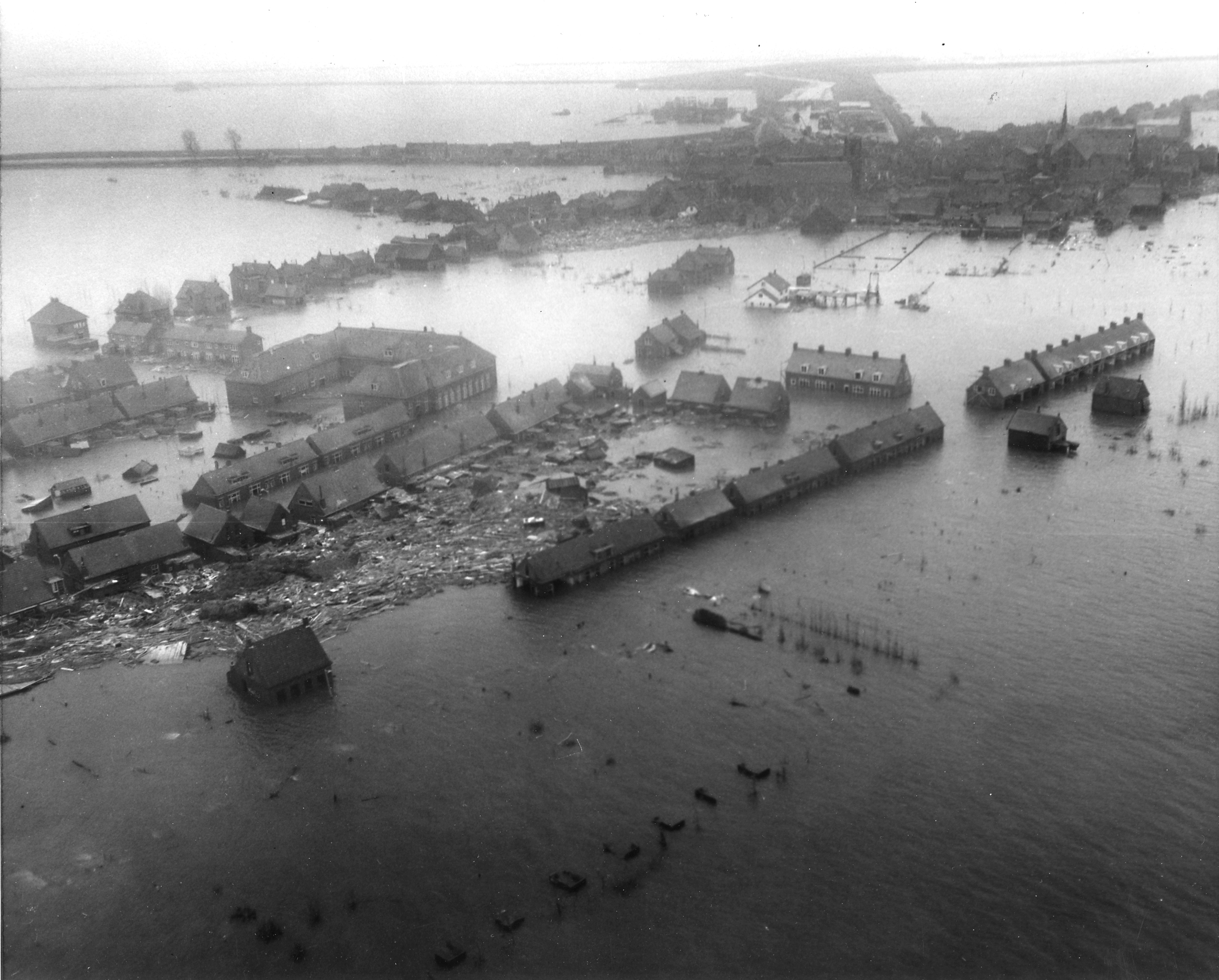
Het dorp Oude Tonge tijdens de Watersnoodramp van 1953, waarbij in Zuid-Holland 677 mensen omkwamen

Hoewel al vanaf 1814 de provincie Holland twee Commissarissen van de Koning had, een voor het noorden en een voor het zuiden, werd de provincie in 1840 opgesplitst in een provincie Noord-Holland en Zuid-Holland. Dit werd gedaan, omdat de provincie Holland: “bij vergelijking met alle andere te groot was in uitgestrektheid, bevolking, rijkdom en opbrengst”. In de loop der jaren werden de Zuid-Hollandse steden Oudewater (1970), Woerden (1989), Vianen (2002) en Leerdam (2019) bij de provincie Utrecht gevoegd.
In 1863 markeerde het graven van de Nieuwe Waterweg het begin van de groei van Rotterdam en de Rotterdamse haven en daarmee ook de werkgelegenheid in de regio. Bijna een eeuw later, in de Tweede Wereldoorlog, werd op 14 mei 1940 het centrum van Rotterdam verwoest door een Duits bombardement. De bezetting door de Duitsers leidde tot Anti-Joodse maatregelen en het gevangennemen en fusilleren van verzetsstrijders op de Waalsdorpervlakte. Aan de kust werd door de Duitsers de Atlantikwall gebouwd om een mogelijke invasie te kunnen tegenhouden.
Na de Tweede Wereldoorlog werden delen van Zuid-Holland en Zeeland getroffen door de watersnoodramp van 1953. Daarbij kwamen 865 mensen uit Zeeland en 677 mensen uit Zuid-Holland om het leven. Als reactie op deze ramp werden de Deltawerken uitgevoerd waarvan het laatste onderdeel, de Maeslantkering, in 1997 voltooid werd.

## Geografie

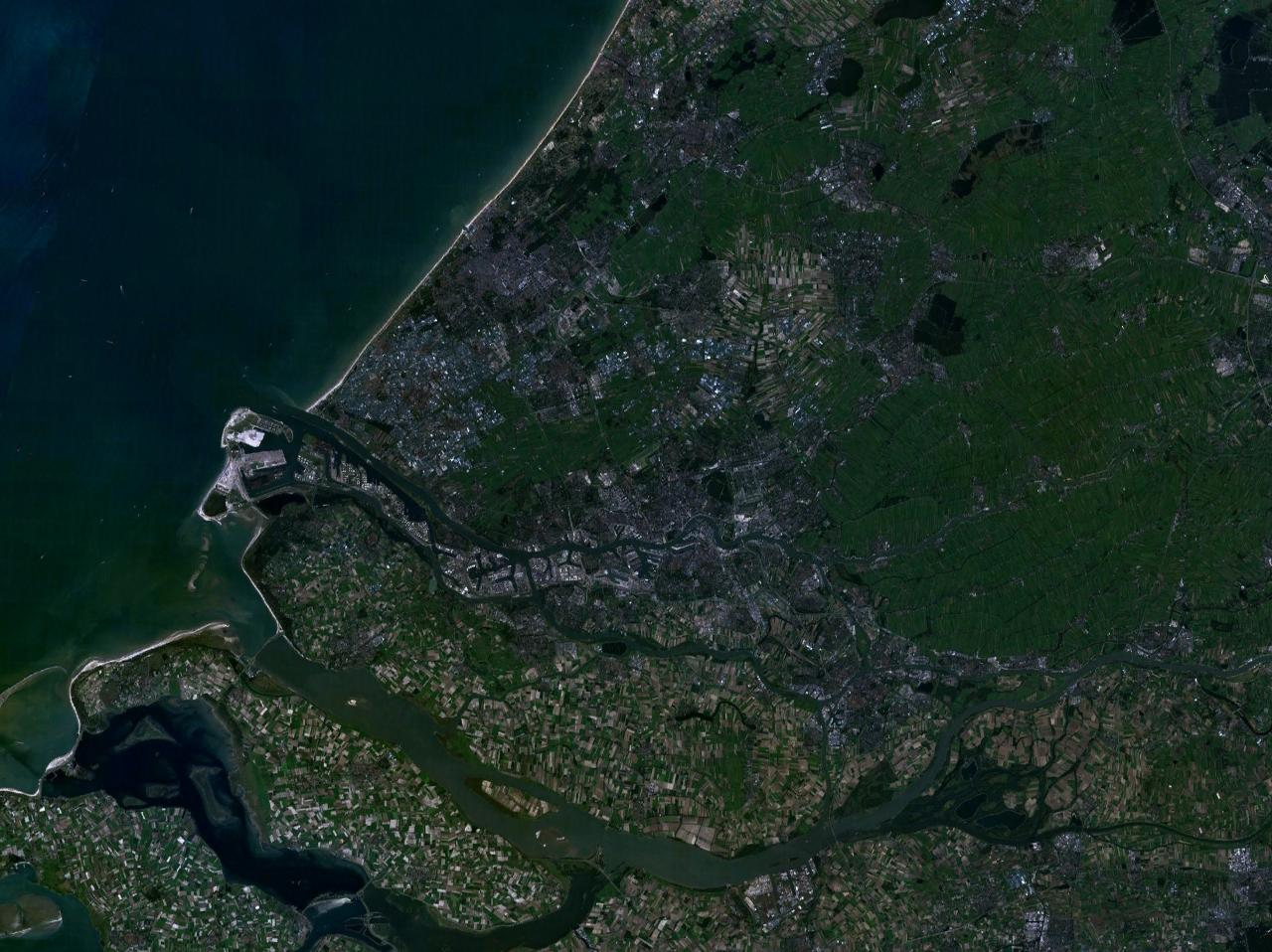
Satellietfoto van Zuid-Holland

Zuid-Holland is een centraal deel van de Rijn-Maas-Scheldedelta.
Zuid-Holland grenst in het westen aan de Noordzee, in het noorden aan de provincie Noord-Holland, in het oosten aan Utrecht en Gelderland, in het zuidoosten aan Noord-Brabant en in het zuiden aan Zeeland. Zuid-Holland is, afgezien van de duinen aan de Noordzeekust, zo goed als vlak en bestaat grotendeels uit polderland. Het zuidwesten van de provincie maakt deel uit van de Rijn-Maasdelta. Het westen en midden van Zuid-Holland is voor een groot deel verstedelijkt en behoort tot de Randstad, een stedelijk gebied in West-Nederland. Het oostelijk deel van Zuid-Holland behoort, vanwege het open landschap, tot het Groene Hart. In het zuiden bevinden zich de Zuid-Hollandse Eilanden die grotendeels landelijk en open zijn.

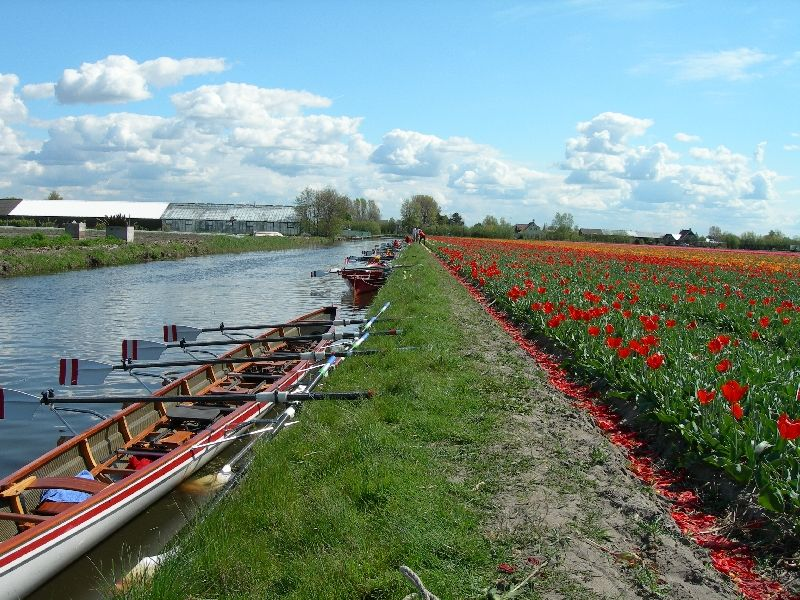
De Leidsevaart nabij Hillegom, met rechts de bollenvelden

### Westen
In het noordwesten van Zuid-Holland is de Duin- en Bollenstreek gelegen. Deze streek omvat het duingebied rond Katwijk en het landelijk gebied rond de plaatsen Sassenheim, Lisse, Voorhout, Noordwijk, Noordwijkerhout en Hillegom. Ten zuiden van de streek is het gebied meer verstedelijkt op de as van Katwijk-Leiden. Vrijwel het hele oorspronkelijke reliëf van  strandwallen en vlakten is door afgraving verdwenen, alhoewel deze vaak nog aan de slingerende weggetjes in het landschap te herkennen zijn. De wat lager gelegen gebieden worden gebruikt voor de bollenteelt. In het zuiden liggen weidegronden bestaande uit zandgrond, die langs de Oude Rijn de overgang vormen naar het stedelijk gebied. Dit verstedelijkt gebied loopt langs de Oude Rijn, vanaf Katwijk via Rijnsburg naar Leiden en Zoeterwoude-Rijndijk, met uitlopers naar Voorschoten en Oegstgeest. Ten zuiden van dit stedelijke gebied ligt een gebied, grenzend aan Den Haag, Leidschendam-Voorburg, de Noordzee en de A4, waarin het duingebied overloopt in een veenweidegebied. Het Hollands Plassengebied is een gebied ten noordoosten van Leiden, rondom Leiderdorp en de Kagerplassen. Het is een open gebied en op het water is er mogelijkheid tot waterrecreatie. Het vervenen van het gebied in het verleden heeft ervoor gezorgd dat het landschap een verkavelingspatroon vertoont.

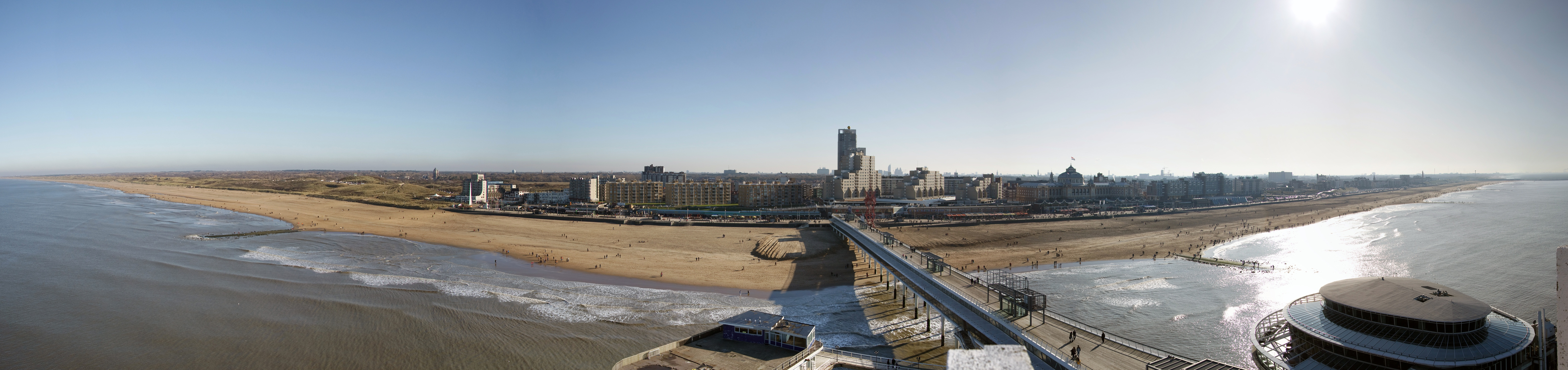
De kust van Scheveningen

Tussen de stedelijke gebieden van Rotterdam, Den Haag en Leiden bevindt zich de zogenaamde Groenblauwe Slinger. Dit is een aaneengesloten agrarisch gebied en omvat Midden-Delfland, Oude Leede, de Groenzone Berkel-Pijnacker en het westelijke deel van het Land van Wijk en Wouden, waar voornamelijk melkveehouderijen gevestigd zijn en waar vanuit de omgeving veel gerecreëerd wordt. Grenzend aan de Groenblauwe Slinger ligt een stedelijk gebied met steden als Den Haag, Delft, Leidschendam-Voorburg, Rijswijk en Zoetermeer, dat in het zuidwesten overgaat in het Westland, dat vanwege de glastuinbouw ook een verstedelijkt karakter heeft. Het hoogste punt van de provincie is met 37 meter boven het NAP het Vlaggeduin bij Katwijk.

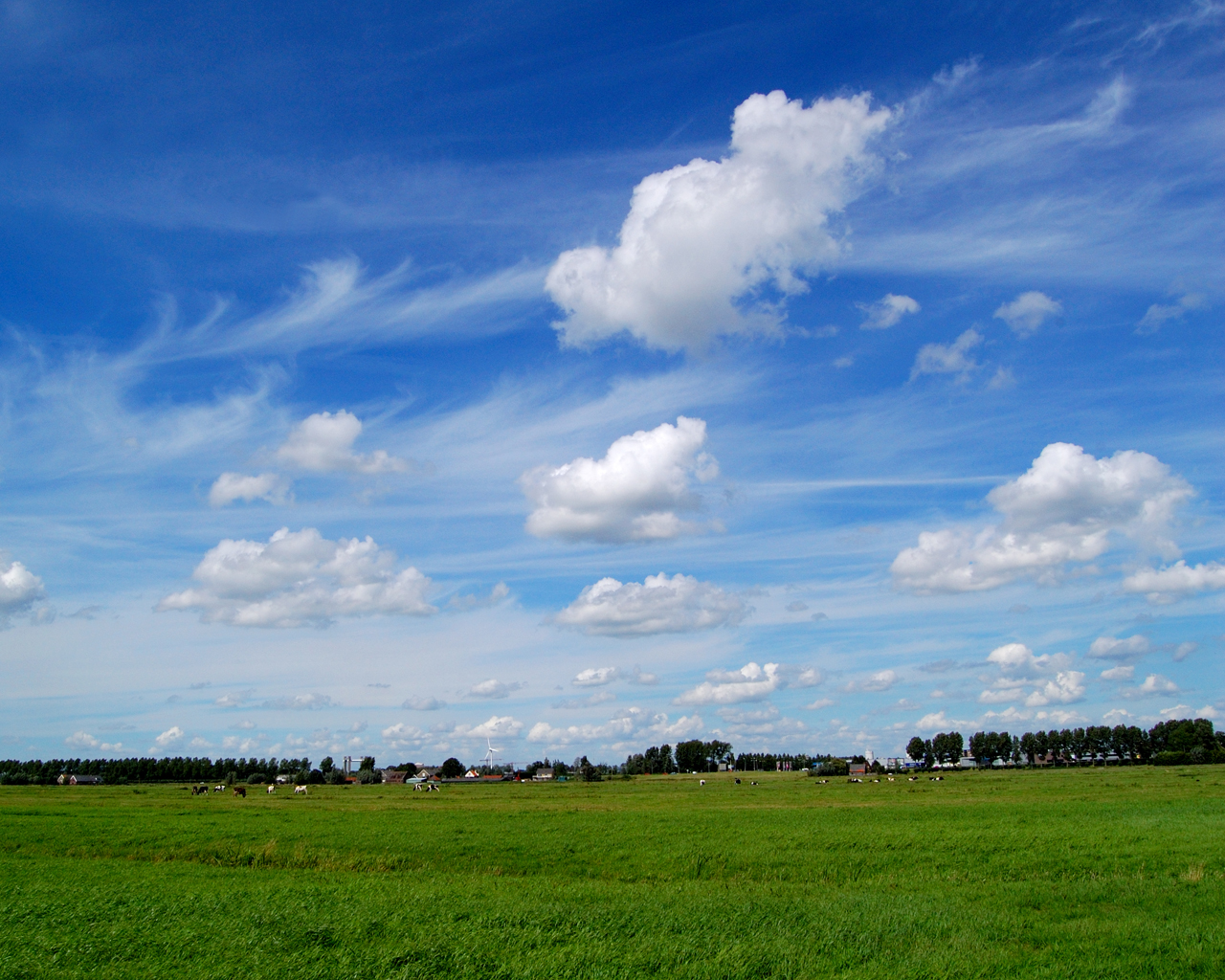
Polder in Moordrecht, onderdeel van het Groene Hart

### Oosten
In het noordelijk deel van Zuid-Holland bevindt zich de Rijnstreek, dat tot de eerste droogmakerijen van West-Nederland behoort. Deze droogmakerijen worden omgeven door veengebieden, waar zich ook de Nieuwkoopse plassen bevinden. Ten zuiden van de streek ligt het gebied Midden-Holland, waarvan het landschap voor grote delen wordt bepaald door het soort veen. Rond Boskoop is het veen bepalend voor de boomteeltsector. Door het gebied loopt de Hollandse IJssel en de Oude Rijn, waar langgerekte smalle kavels zijn ontwikkeld, die loodrecht staan op de oeverwallen van die rivieren. De Zuidplaspolder bevindt zich er, een open polder vrijwel zonder bomen, die een van de oudste droogmakerijen van West-Nederland is. Het laagste punt van de provincie en tevens van Nederland ligt op 6,74 meter onder het NAP en in de Zuidplaspolder in Nieuwerkerk aan den IJssel. Verstedelijkt is het gebied bij Gouda en Waddinxveen. Nog meer naar het zuiden, ten zuiden van rivier de Lek, ligt de Alblasserwaard. De bodem bestaat uit veen met vooral langs de rivieren nog een laag klei erop. In de Alblasserwaard wordt de grond daarom vooral voor veehouderij gebruikt, met verstedelijking rondom de Merwede en Beneden-Merwede, in de steden Sliedrecht, Papendrecht en Alblasserdam.

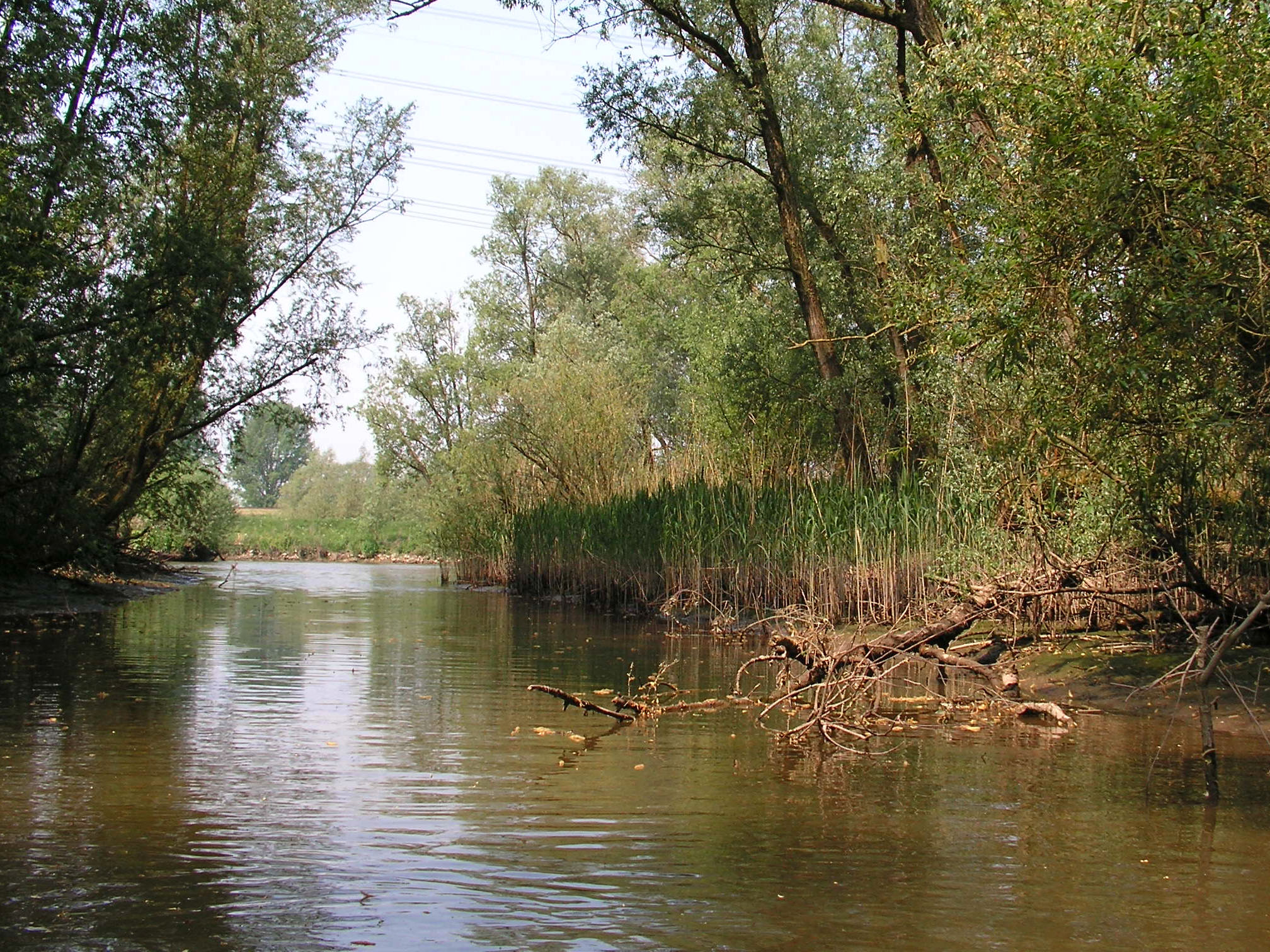
De Hollandse Biesbosch maakt samen met de Brabantse Biesbosch deel uit van het Nationaal Park De Biesbosch

### Zuiden en midden
Dit deel van Zuid-Holland bevat een aantal voormalige eilanden, die met bruggen, tunnels en dammen met elkaar verbonden zijn. De Zuid-Hollandse eilanden zijn deels verstedelijkt, zo is Rozenburg voor het grootste gedeelte ingericht met de petrochemische industrie en de haventerreinen van Europoort.
Het midden van Zuid-Holland kenmerkt zich door een sterke verstedelijking met steden als Rotterdam, Schiedam, Vlaardingen, Capelle aan den IJssel, Krimpen, Barendrecht, Spijkenisse en de Rotterdamse haven. Rivieren zijn onder andere de Nieuwe Maas, de Oude Maas, Nieuwe Waterweg en de Brielse Maas. Op Voorne-Putten, ten zuiden van de Rotterdamse haven, is het landschap agrarisch van karakter en heeft het een eigen identiteit met kreken, watergangen, lintbebouwing, dijken en kreekruggen. Aan de kop van het voormalige eiland bevinden zich duinen en het Oostvoornse Meer.
Ten noorden van Rotterdam ligt de gemeente Lansingerland, met de plaatsen Bleiswijk, Bergschenhoek en Berkel en Rodenrijs, waar veel glastuinbouw is. Dit kan als stedelijk gekarakteriseerd worden. Het zuiden van Zuid-Holland wordt gekenmerkt door grote wateren en rivieren, als de Nieuwe Maas, de Lek, Haringvliet, Hollandsch Diep en de Biesbosch. De rivieren zorgen voor de afvoer van rivierwater en sediment en de aanvoer van water naar de omliggende gebieden. Door de aanvoer van zoet water via de rivieren blijft de instroom van zout water beperkt. Aan de Oude Maas en de Beneden-Merwede ligt een sterk verstedelijkt gebied, de Drechtsteden. Rond de Drechtsteden liggen op de voormalige eilanden IJsselmonde en het Eiland van Dordrecht, landelijke gebieden. Ook de Hoeksche Waard is een landelijk gebied met weinig verstedelijking, maar in plaats daarvan heeft het veel kernen. Ten zuiden daarvan ligt het eiland Tiengemeten, het enige echte eiland dat Zuid-Holland nog heeft. Goeree Overflakkee ligt daar weer zuidelijk van en is voornamelijk agrarisch, met nog enkele natuurgebieden. Op de Kop van Goeree bevinden zich duinen en binnenduinen, ter bescherming van het eiland tegen de Noordzee.

### Klimaat
Zuid-Holland heeft net als de rest van Nederland een gematigd zeeklimaat, een Cfb-classificatie volgens de klimaatclassificatie van Köppen. Het klimaat wordt beïnvloed door de Noordzee en de Atlantische Oceaan en deze beïnvloeding is aan de kust heviger dan in het binnenland en resulteert in relatief koele zomers en milde winters. Door het vlakke landschap van de provincie kan het er met name in de winter ook flink stormen. Ook komen er vooral in de herfst en winter regenbuien voor. Hoewel er het hele jaar regen voorkomt, is er tussen april en september een wat drogere periode. Een oostelijke wind kan tijdelijk een landklimaat veroorzaken met warme droge wind in de zomer en gure koude wind in de winter. De temperatuur varieert in de winter tussen de 2 °C en 6 °C en in de zomer tussen de 17 °C en 20 °C.
| Maand                                                               | jan   | feb   | mrt   | apr  | mei  | jun  | jul  | aug  | sep  | okt  | nov  | dec   | Jaar  |
| ------------------------------------------------------------------- | ----- | ----- | ----- | ---- | ---- | ---- | ---- | ---- | ---- | ---- | ---- | ----- | ----- |
| Hoogste maximum (°C)                                                | 14,1  | 16,7  | 21,2  | 26,7 | 30,5 | 32,8 | 33,1 | 34,9 | 29,0 | 24,8 | 18,3 | 15,1  | 34,9  |
| Gemiddeld maximum (°C)                                              | 5,7   | 6,3   | 9,5   | 12,5 | 17,0 | 19,3 | 21,5 | 21,8 | 18,5 | 14,3 | 9,4  | 6,9   | 13,6  |
| Gemiddelde temperatuur (°C)                                         | 3,4   | 3,4   | 6,0   | 8,3  | 12,5 | 15,0 | 17,2 | 17,2 | 14,5 | 10,8 | 6,8  | 4,5   | 10,0  |
| Gemiddeld minimum (°C)                                              | 0,7   | 0,3   | 2,3   | 3,7  | 7,4  | 10,3 | 12,6 | 12,4 | 10,2 | 7,1  | 3,8  | 1,9   | 6,1   |
| Laagste minimum (°C)                                                | −17,1 | −13,8 | −11,4 | −6,0 | −1,4 | 0,5  | 3,6  | 4,6  | 0,4  | −5,1 | −7,5 | −13,3 | −17,1 |
|                                                                     |       |       |       |      |      |      |      |      |      |      |      |       |       |
| Neerslag (mm)                                                       | 67,0  | 46,8  | 65,2  | 41,2 | 52,2 | 71,8 | 67,8 | 65,6 | 82,2 | 90,4 | 86,1 | 79,2  | 815,5 |
| Bron: KNMI: Langjarige gemiddelden en extremen, tijdvak 1971 - 2000 |       |       |       |      |      |      |      |      |      |      |      |       |       |

### Flora en fauna

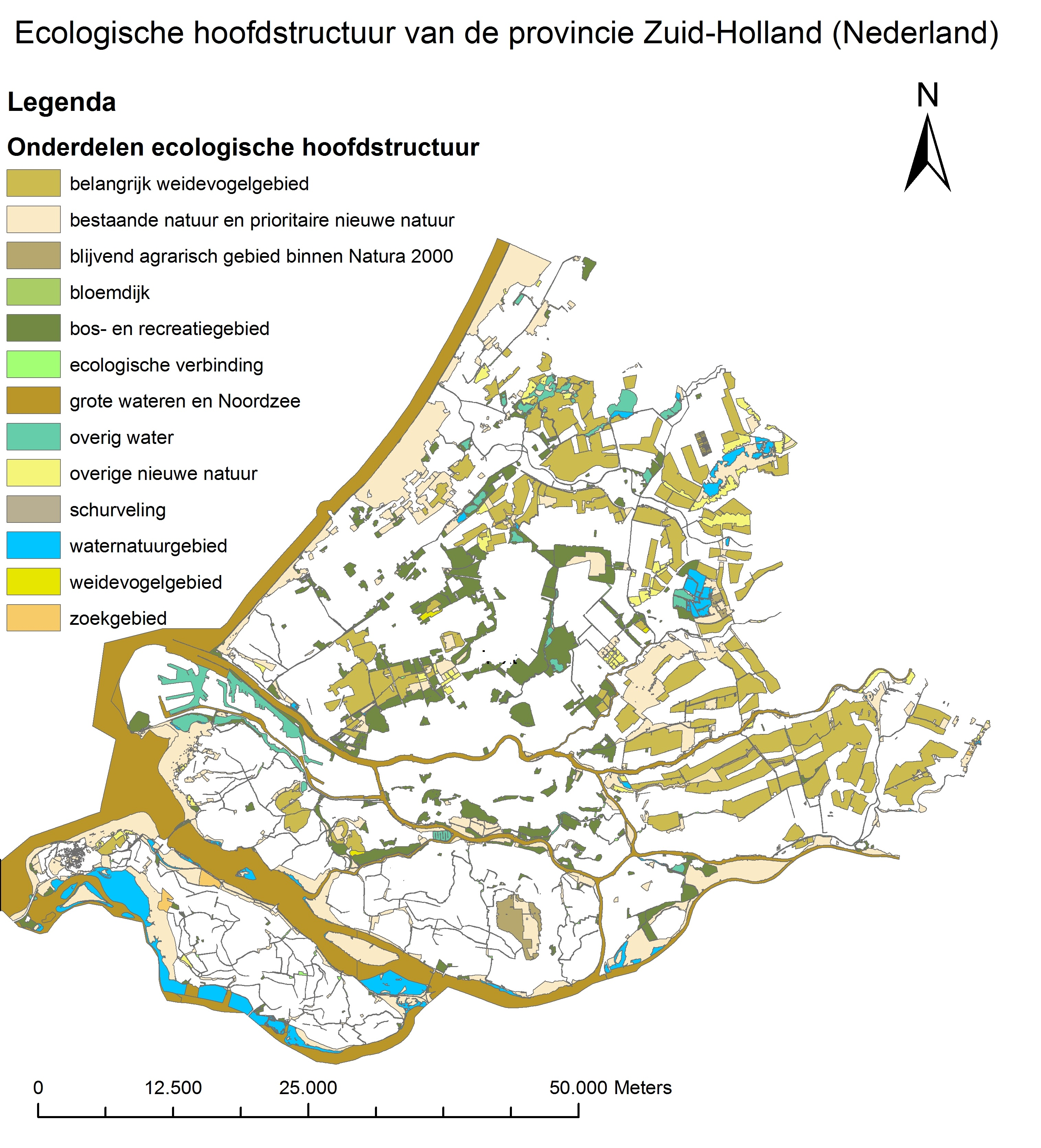
Een weergave van de ecologische hoofdstructuur van de provincie. De gebieden zijn met elkaar verbonden door middel van ecologische verbindingszones.

In Zuid-Holland leven een groot aantal soorten beschermde dieren. In de duinstreek leven verschillende soorten boombewonende vleermuizen, zoals de watervleermuis, de rosse vleermuis, de grootoorvleermuis en de baardvleermuis, met kolonies in gebouwen en holle bomen. De vleermuizen overwinteren vaak in verlaten bunkers en forten, die voornamelijk gelegen zijn langs de kust. Gebouwbewonende vleermuizen als de dwergvleermuis zijn in tientallen kolonies verspreid over de hele provincie. Gebouwbewonende vleermuizen hebben hun kolonies in (kerk)gebouwen en in de spouwmuren van woonhuizen.
De noordse woelmuis is een knaagdier dat voorkomt in vochtige tot natte rietmoerassen, waarvan veel populaties zich bevinden op de Zuid-Hollandse eilanden en in de Dordtse en Sliedrechtse Biesbosch, die grenzen aan de Brabantse Biesbosch. In die twee gebieden, samen met het Ridderkerkse griend, komt de bever voor sinds de uitzetting ervan in de jaren tachtig. In deze gebieden komt tevens de spindotterbloem voor. De kamsalamander, een amfibie dat afhankelijk is van goede waterkwaliteit, komt in Zuid-Holland voor langs de rivieren de Lek en de Hollandse IJssel in de Vijfheerenlanden. Een andere amfibie, de rugstreeppad, komt voor in het duingebied, maar ook in droogmakerijen en veenweidegebieden in het noordoosten van de provincie. In de duingebieden komt ook de zandhagedis voor. De heikikker komt algemeen voor in de Nieuwkoopse Plassen, de Alblasserwaard en de Vijfherenlanden. De beschermde planten groenknolorchis en de drijvende waterweegbree komen voor in het duingebied van Voorne, daarnaast komt de groenknolorchis ook voor bij de Nieuwkoopse Plassen.
De flora en fauna kan zich tussen de natuurgebieden verplaatsen dankzij de provinciale ecologische hoofdstructuur. Het netwerk bestaat uit robuuste verbindingen. Er zijn verbindingen aanwezig voor vleermuizen, amfibieën, de noordse woelmuis en vlinders. Een deel van de verbindingen bestaan uit water. Gemeenten, zoals Delft en Pijnacker-Nootdorp, proberen een eigen netwerk van verbindingszones aan te leggen dat aansluit op de ecologische hoofdstructuur.

## Demografie
De bevolking van Zuid-Holland bestond in 1514 uit ongeveer 200.000 inwoners, wat door de eeuwen heen is gegroeid tot het huidige bevolkingsaantal van bijna 3,5 miljoen. Tussen 1795 en 1815 bleef het bevolkingsaantal gelijk, om vervolgens toe te nemen, hoewel deze stijging langzamer ging dan in de rest van Nederland. In 50 jaar, van 1849 tot 1899 verdubbelde het bevolkingsaantal van 563.000 naar 1.144.000. Zo groeide Rotterdam in die tijd met 253% en Den Haag met 185%. De bevolkingsgroei is vanaf 1960 gedaald van 1,05% naar 0,66% in 2009 en was in 2005 zelfs voor het eerst in 100 jaar negatief, doordat er meer mensen emigreerden naar het buitenland dan dat er immigranten naar de provincie kwamen. Met 0,66% had Zuid-Holland in 2009 de op drie na hoogste bevolkingsgroei van de Nederlandse provincies.

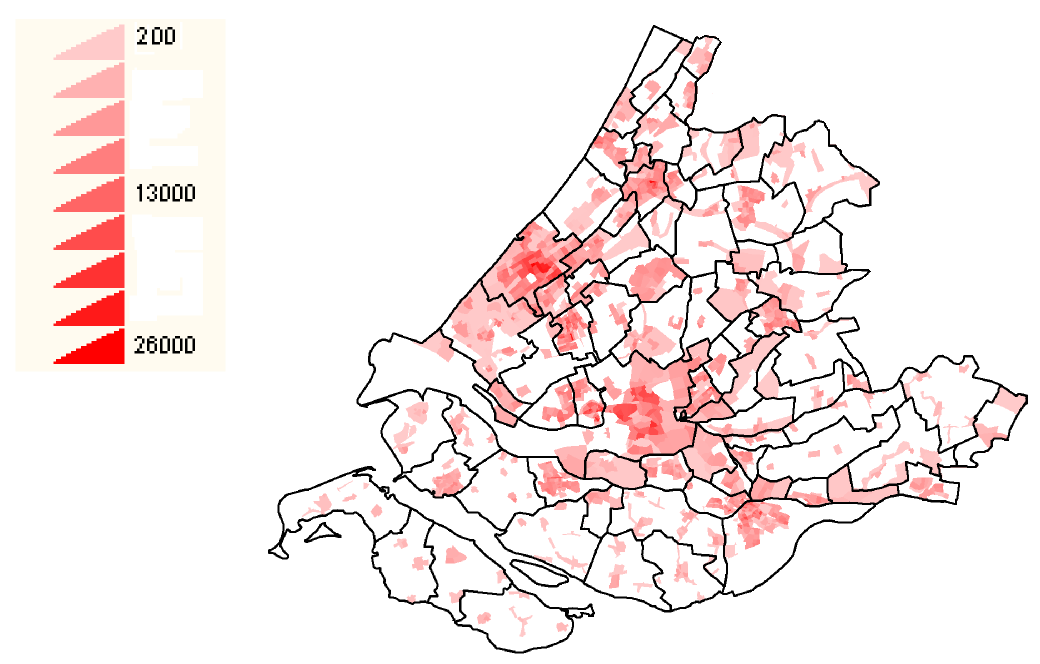
Bevolkingsdichtheid in Zuid-Holland, 2007

Bevolkingspiramide

Met 1239 inwoners per km² heeft Zuid-Holland de hoogste bevolkingsdichtheid van alle Nederlandse provincies. De grootste concentratie daarvan woont in Haaglanden (24,8 inwoners per ha.), de stadsregio Rotterdam (19,8 inwoners per ha.), de Drechtsteden (18,5 inwoners per ha.) en Holland Rijnland (14,5 inwoners per ha.). Het dunstbevolkt is Goeree-Overflakkee (1,8 inwoner per ha.) en de Hoeksche Waard (3,2 inwoners per ha.). De grootste gemeenten in de provincie zijn Den Haag (regeringsstad, internationaal gerechtshof), met 566.221 inwoners en de havenstad Rotterdam met 670.610 inwoners. Zoetermeer, een gemeente die vanaf 1961 met 10.000 inwoners explosief is gegroeid tot een gemeente met 128.434 inwoners, heeft in januari 2007 de derde plaats overgenomen van Dordrecht, dat op 22 november 2024 122.070 inwoners telde. Andere grote gemeenten zijn Leiden (130.108 inwoners), Delft (109.577 inwoners) en Westland (115.941 inwoners).
De Zuid-Hollandse bevolking bestond in 2009 uit 950.000 allochtonen, wat 27,3% van de totale bevolking is. Dat aantal is sinds 1999 met 25% gestegen, terwijl de totale bevolking in tien jaar tijd met 4% toenam. Van het aantal allochtonen is 65% van niet-westerse komaf en 35% van westerse komaf. Al lange tijd komen er immigranten naar de provincie, zo bestond de bevolking in 1889 uit 15% 'vreemdelingen', toen voornamelijk Belgen en Duitsers. In 2009 hadden de grootste groepen allochtonen hun herkomst in: Suriname (144.469), Turkije (124.459), Marokko (105.315), Indonesië (94.553), Duitsland (56.528) en de Nederlandse Antillen en Aruba (55.521).

### Religie

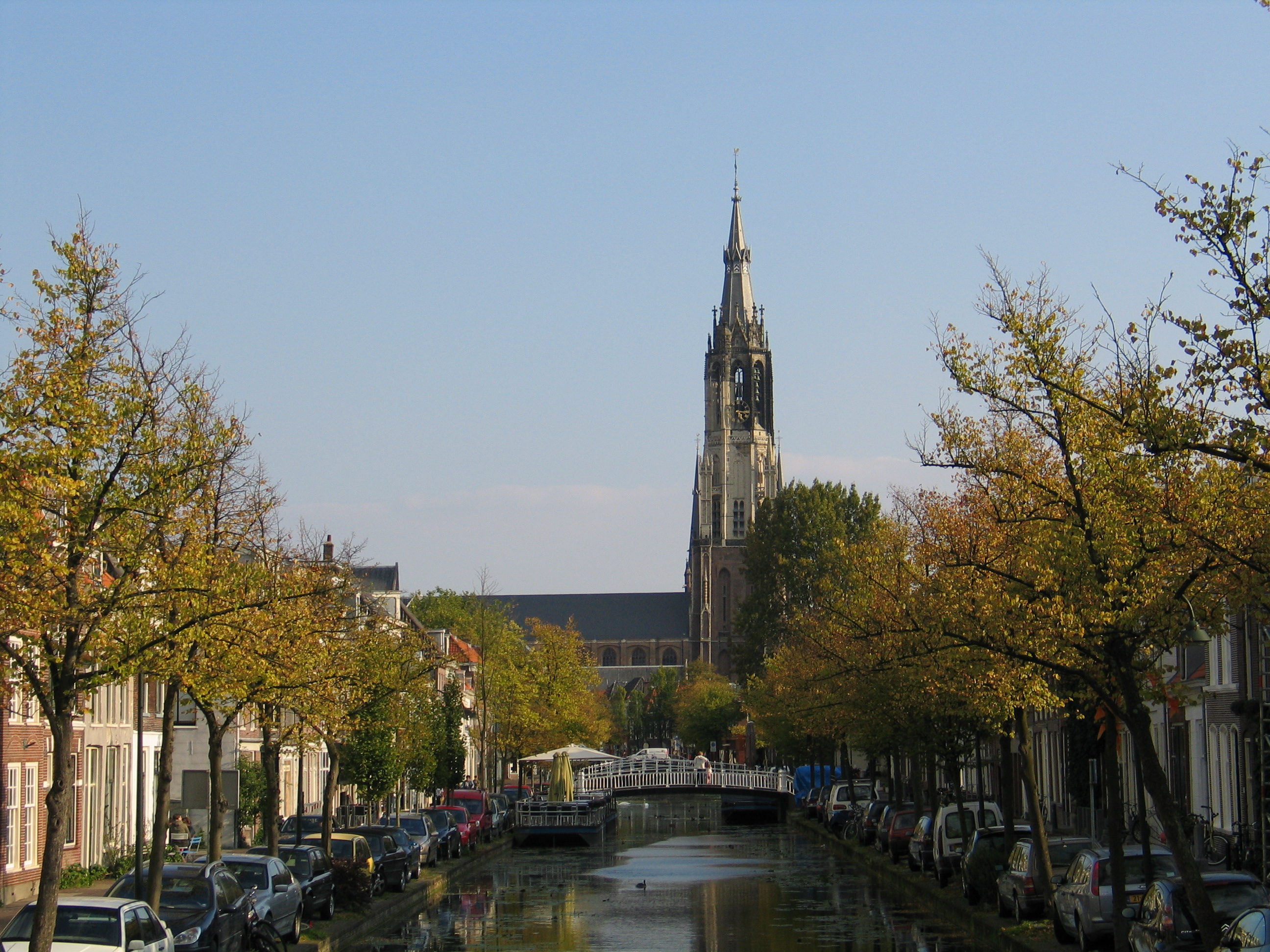
De Nieuwe Kerk in Delft heeft de hoogste kerktoren van Zuid-Holland.

De gehele bevolking van Zuid-Holland rekende zich in 1849 tot een kerkgenootschap. Dit percentage was in 1879 ook nog 100%, maar daalde daarna naar 98% in 1909, 83% in 1930 en 79% in 1947. In 1960 was dit percentage nog 77% en daalde vervolgens sneller, van 71% in 1971 naar 61% in 1987, 54% in 1995 waar het tot 1999 bleef steken. Sinds 2003 is het percentage van de bevolking dat zich rekent tot een kerkgenootschap 55%. De afnemende interesse in de georganiseerde religie vanaf de jaren 50 had te maken met de opkomst van de massamedia, de ontzuiling en de opkomst van de verzorgingsstaat. Op deze ontkerkelijking werd verschillend gereageerd. In 1955 werd het bisdom Rotterdam ingesteld door de Rooms-Katholieke Kerk voor de provincie Zuid-Holland. In 2004 werden de protestantse kerken van Nederland verenigd in de Protestantse Kerk in Nederland om de krachten te bundelen. Terwijl de christelijke kerken minder druk bezocht werden, kwamen er andere godsdiensten op, door de komst van gastarbeiders, immigranten uit de voormalige koloniën en vluchtelingen. Zo werd de eerste moskee van Nederland al in 1955 gebouwd in Den Haag.
Uitgesplitst naar religie is 45% niet-religieus, 18% is rooms-katholiek, 13% is Nederlands Hervormd, 5% is gereformeerd, 5% rekent zich tot de Protestantse Kerk, 7% is moslim en 7% is andersgezind. Van de bevolking die zich rekent tot een kerkgenootschap gaat 13% minstens een keer per week naar de kerk en 73% gaat zelden of nooit.

## Overheid en politiek

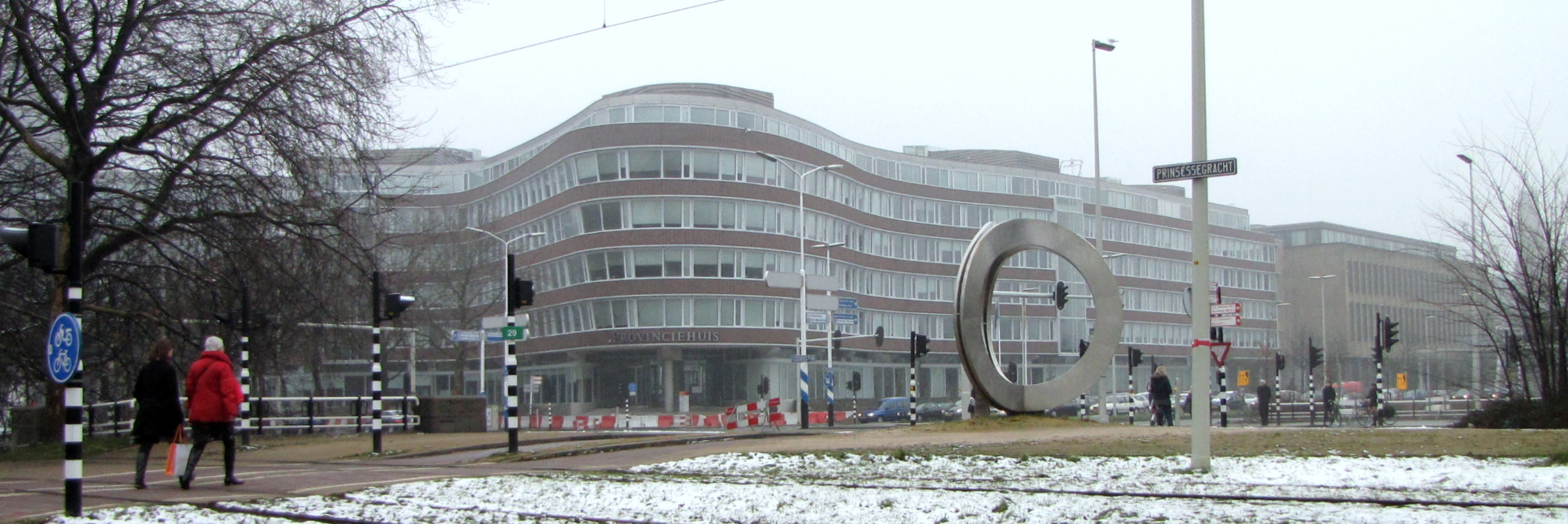
Provinciehuis van Zuid-Holland aan het Zuid-Hollandplein in Den Haag

De provincie Zuid-Holland is een van de twaalf Nederlandse provincies en vormt de schakel tussen het landelijke bestuur, de rijksoverheid en het laagste bestuur, de gemeenten. Het provinciebestuur is in het provinciehuis in Den Haag gevestigd. Ongeveer 2000 mensen werken voor de provincie. Als wapenspreuk heeft de provincie gekozen: Vigilate Deo confidentes (= Waakt, vertrouwende op God).
Een van de belangrijkste taken van de provincie is de inrichting van de ruimte. Zij bepaalt in grote lijnen of dorpen en steden mogen uitbreiden, waar bedrijventerreinen gebouwd mogen worden, waar er nieuwe wegen aangelegd worden, welk gebied bestemd is voor landbouw en welk voor natuur en recreatie. Het is verder verantwoordelijk voor de jeugdzorg in de provincie, het subsidieert de twee regionale omroepen, RTV West en RTV Rijnmond en het zorgt ervoor dat er overal in de provincie een ambulance binnen 15 minuten ter plekke is. Tevens zorgt de provincie voor de bereikbaarheid van steden en dorpen, het beheert de N-wegen en het bepaalt welke vervoersbedrijven het openbaar vervoer verzorgen. In samenwerking met de waterschappen en gemeenten wijst de provincie gebieden aan die gebruikt worden voor waterberging, het zorgt ervoor dat de waterkeringen sterk genoeg zijn en het waarborgt de waterkwaliteit. De provincie verleent milieuvergunningen aan bedrijven, subsidieert ze bodemsaneringsprojecten en investeert in schone energie.

### Provinciebestuur
Het bestuur van de provincie heeft een dualistisch karakter, dat wil zeggen dat er een scheiding is tussen de wetgevende en uitvoerende macht. De Provinciale Staten zijn de wetgevende macht. De 55 Statenleden vertegenwoordigen de bevolking en worden eens in de vier jaar gekozen door directe verkiezingen. Zij bepalen de hoofdlijnen van het beleid en controleren het werk van de Gedeputeerde Staten. Een salaris krijgen Statenleden niet, wel een vergoeding. Ze doen dit werk naast een baan. Het college van Gedeputeerde Staten is de uitvoerende macht en wordt na de verkiezingen gekozen door de Provinciale Staten. In Zuid-Holland bestaat het college uit zeven gedeputeerden, die een eigen portefeuille hebben. De gedeputeerden krijgen wel salaris. De commissaris van de Koning van Zuid-Holland is voorzitter en lid van Gedeputeerde Staten. Daarnaast is de Commissaris, hoewel geen lid, voorzitter van de Provinciale Staten, en ziet die erop toe dat de vergaderingen goed verlopen. De Commissaris vertegenwoordigt verder de Nederlandse regering in Zuid-Holland en de provincie bij bezoeken aan gemeenten in de provincie. Verder speelt deze een grote rol bij het voorzien in burgemeestersvacatures, en is die verantwoordelijk voor de openbare orde. De commissaris van de Koning wordt benoemd bij koninklijk besluit voor een periode van zes jaar, die verlengd kan worden. Aan het hoofd van de ambtelijke organisatie staat de provinciesecretaris, die benoemd wordt door Gedeputeerde Staten.

### Politiek
Eens in de vier jaar vinden er in Nederland de Provinciale Statenverkiezingen plaats. Bij deze verkiezingen kunnen stemgerechtigde inwoners van Zuid-Holland de Provinciale Staten van Zuid-Holland kiezen. Op hun beurt stemmen de Provinciale Staten, als getrapte verkiezing, op kandidaten voor de Eerste Kamer bij de Eerste Kamerverkiezing, die uiterlijk drie maanden na de Provinciale Statenverkiezingen gehouden moet worden. Zodoende heeft een uitgebracht stem voor de provincie ook invloed op landelijk niveau.
Bij de Provinciale Statenverkiezingen 2003 waren er landelijk nog 764 Statenleden. Dit aantal is na de verkiezingen van 7 maart 2007 verlaagd naar 564 leden, als gevolg van een wijziging van de Provinciewet. In Zuid-Holland ging het aantal zetels van 83 naar 55.
Het college van Gedeputeerde Staten berust voor de periode 2023-2027 op een coalitie van BBB, VVD, GroenLinks, PvdA en CDA. Sinds 1 september 2024 is Wouter Kolff (VVD) commissaris van de Koning.

### Recht

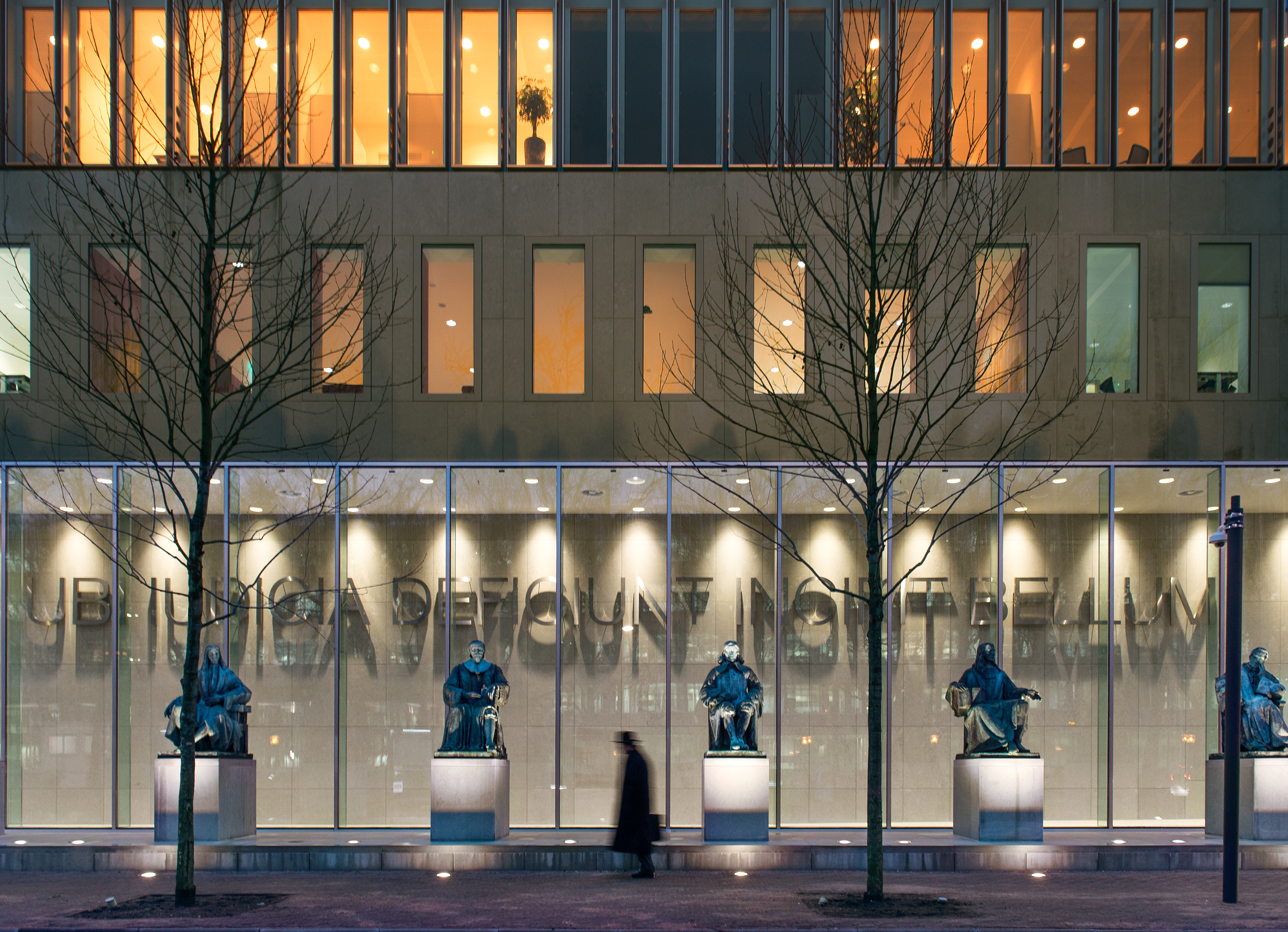
De Hoge Raad der Nederlanden, het hoogste rechtsprekende college van Nederland, gevestigd in Den Haag

Nederland is opgedeeld in vier ressorten, of gebieden die onder een gerechtshof vallen, die ieder weer verdeeld zijn in arrondissementen, of gebieden die onder een rechtbank vallen. De provincie Zuid-Holland vormt het ressort 's-Gravenhage. Dit ressort is vervolgens ingedeeld in de arrondissementen Den Haag en Rotterdam.

### Veiligheid
Zuid-Holland is opgedeeld in de vier veiligheidsregio's Rotterdam-Rijnmond, Haaglanden, Zuid-Holland Zuid en Hollands Midden. De veiligheidsregio voert taken uit op het gebied van rampenbestrijding, crisisbeheersing, risicobeheersing, brandweerzorg, ambulancezorg en geneeskundige hulpverlening. Het risicogebied van Rotterdam-Rijnmond is het meest complexe, diverse en dynamische verzorgingsgebied van Nederland, door de aanwezigheid van een vliegveld, de petrochemische industrie en de haven. De brandweer in deze regio beschikt over 48 kazerne's. De brandweer van Haaglanden beschikt over 23 kazernes, Zuid-Holland Zuid over 31 kazernes en Hollands Midden over 47 kazernes.
De politie in Zuid-Holland is opgedeeld in de twee regionale eenheden: Den Haag en Rotterdam. De eenheid Den Haag is opgedeeld in zeven districten. De eenheid Rotterdam is opgedeeld in zes districten plus de zeehavenpolitie voor de havens.
Op het gebied van slachtofferschap en veiligheidsbeleving scoorden veel districten in Rotterdam en Den Haag, bij een onderzoek in 2021, slechter dan het Nederlands gemiddelde. Van de grote gemeenten was met name de overlast en het onveiligheidsgevoel hoog in Den Haag, Rotterdam, Vlaardingen en Schiedam. Westland en Delft scoorden op deze onderwerpen juist beter dan het gemiddelde. De gemeenten Den Haag, Rotterdam en Schiedam scoorden tevens bovengemiddeld slecht op het slachtofferschap.

## Bestuurlijke indeling

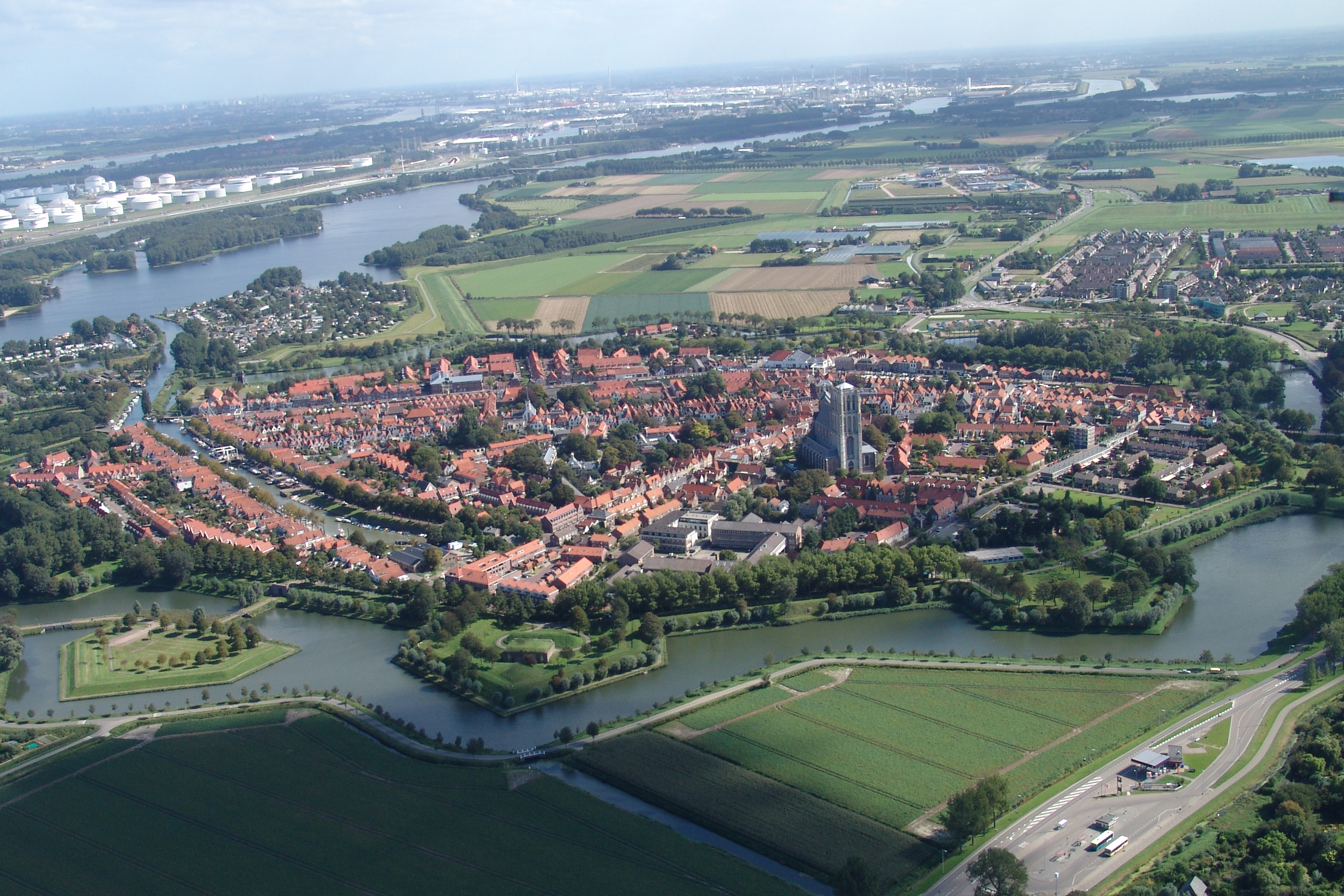
Brielle vanuit de lucht met in de verte de Rotterdamse haven

De gemeente is, na de Rijksoverheid en de Nederlandse provincies, de derde bestuurslaag in het Nederlandse staatsbestel. De inrichting en het bestuur van de gemeenten worden geregeld in de Gemeentewet.
Terwijl Zuid-Holland in 1900 nog 188 gemeenten kende, zijn er daarvan als gevolg van gemeentelijke herindelingen nog 52 van overgebleven (2019). De gemeenten Berkel en Rodenrijs, Bergschenhoek en Bleiswijk zijn vrijwillig gefuseerd tot de gemeente Lansingerland op 1 januari 2007. Zuidplas is een nieuwe gemeente sinds de vrijwillige fusie van de gemeenten Moordrecht, Nieuwerkerk aan den IJssel en Zevenhuizen-Moerkapelle op 1 januari 2010. De gemeenten Bodegraven en Reeuwijk zijn op 1 januari 2011 als Bodegraven-Reeuwijk samengegaan. Datzelfde jaar werd Rozenburg gevoegd bij Rotterdam. Op 1 januari 2013 gingen Goeree, Dirksland, Middelharnis en Oostflakkee op in de nieuwe gemeente Goeree-Overflakkee. Op diezelfde datum vormden Nieuw-Lekkerland, Graafstroom en Liesveld de nieuwe gemeente Molenwaard. De gemeenten Alphen aan den Rijn, Boskoop en Rijnwoude zijn per 1 januari 2014 opgegaan in de gemeente Alphen aan den Rijn.
Om de samenwerking tussen gemeenten beter te laten verlopen waren er in Nederland tot 2015 acht plusregio's aangewezen, waarvan twee in Zuid-Holland: Stadsgewest Haaglanden, waar negen gemeenten bij waren aangesloten en Stadsregio Rotterdam, waar vijftien gemeenten bij waren aangesloten. Lidmaatschap van aangewezen gemeenten was verplicht en de basistaken die deze plusregio's uitvoerden waren bij wet vastgelegd in de wet gemeenschappelijke regelingen; ze konden ook door de gemeenten of provincie vrijwillig worden uitgebreid. Voorbeelden van taken die deze plusregio's uitvoerden waren het bereikbaar houden van de regio, het verdelen van het aantal en soorten woningen en het versterken van de economie.
De gemeenten uit de voormalige Stadsgewest Haaglanden en de Stadsregio Rotterdam vormen nu het samenwerkingsverband Metropoolregio Rotterdam-Den Haag. Andere samenwerkingsverbanden tussen gemeenten, die meer op een vrijwillige basis tot stand zijn gekomen, zijn de Drechtsteden, met zes gemeenten en Holland Rijnland, waar vijftien gemeenten bij zijn aangesloten.
Op 1 januari 2019 zijn de gemeenten Leerdam en Zederik samen met de gemeente Vianen (Utrecht) overgegaan naar de nieuwe gemeente Vijfheerenlanden. Na veel discussie is besloten dat deze gemeente in de Provincie Utrecht komt te liggen. Daarmee heeft Zuid-Holland ruim 35.000 inwoners en 110,92 km² moeten afstaan aan Utrecht.
Historische centra zijn onder andere te vinden in Leiden, Delft, Schiedam, Vlaardingen, Brielle, Hellevoetsluis, Dordrecht, Gouda, Schoonhoven, Gorinchem en Delfshaven. Verder telt de provincie verschillende forensensteden, als Spijkenisse, Zoetermeer, Rijswijk, Capelle aan den IJssel en Alphen aan den Rijn.
Zuid-Holland is sinds 2023 opgedeeld in 50 gemeenten.
| - Alblasserdam - Albrandswaard - Alphen aan den Rijn - Barendrecht - Bodegraven-Reeuwijk - Capelle aan den IJssel - Delft - Den Haag ('s-Gravenhage) - Dordrecht - Goeree-Overflakkee - Gorinchem - Gouda - Hardinxveld-Giessendam - Hendrik-Ido-Ambacht - Hillegom - Hoeksche Waard - Kaag en Braassem | - Katwijk - Krimpen aan den IJssel - Krimpenerwaard - Lansingerland - Leiden - Leiderdorp - Leidschendam-Voorburg - Lisse - Maassluis - Midden-Delfland - Molenlanden - Nieuwkoop - Nissewaard - Noordwijk - Oegstgeest - Papendrecht - Pijnacker-Nootdorp | - Ridderkerk - Rijswijk - Rotterdam - Schiedam - Sliedrecht - Teylingen - Vlaardingen - Voorne aan Zee - Voorschoten - Waddinxveen - Wassenaar - Westland - Zoetermeer - Zoeterwoude - Zuidplas - Zwijndrecht | Indeling van de gemeenten in Zuid-Holland (2019) |

## Cultuur

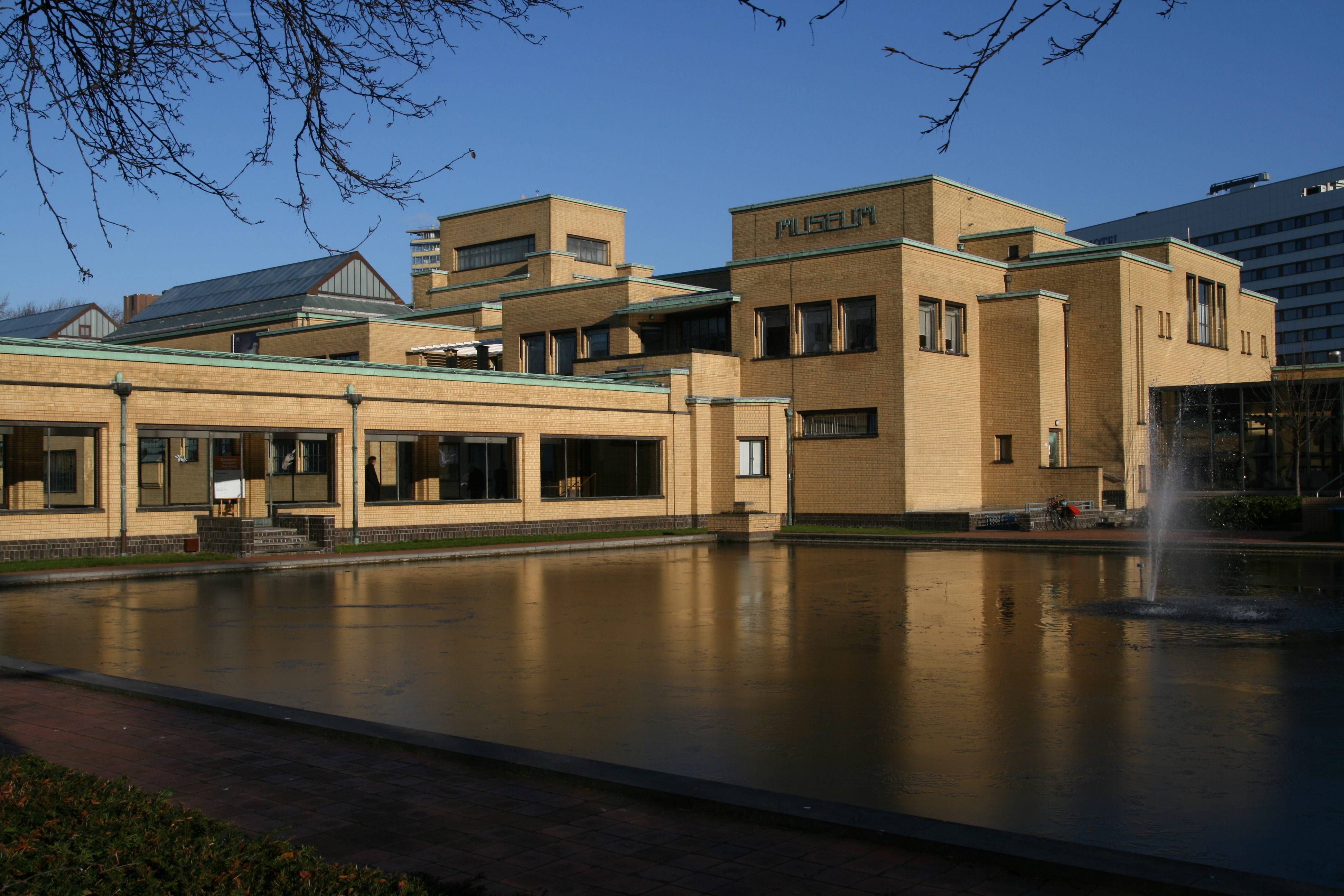
Het Gemeentemuseum Den Haag, tegenwoordig Kunstmuseum geheten, was in 2008 het meest bezochte museum in Zuid-Holland.

In Zuid-Holland zijn vele culturele instellingen en activiteiten te bezoeken: theaters, musea, culturele verenigingen, archieven, centra voor de kunsten, amateurkunst en dergelijke.

### Musea
In 2005 telde Zuid-Holland 131 musea die in dat jaar 3,2 miljoen keer bezocht werden. Hoewel er in veel steden en dorpen musea te bezoeken zijn, zijn de musea in Zuid-Holland die de meeste bezoekers trekken voornamelijk gevestigd in Rotterdam, Den Haag en Leiden.
Het kunstmuseum Den Haag, waar moderne kunst wordt getoond, was in 2008 met 272.991 bezoekers, het meest bezochte museum van Zuid-Holland en nam daarmee de achtste plaats in van de Nederlandse musea. Naturalis in Leiden, een natuurhistorisch museum met een onder andere een collectie fossielen en opgezette dieren, werd in 2008 bezocht door 245.275 mensen. Andere populaire musea zijn Museum Boijmans Van Beuningen in Rotterdam voor beeldende kunst en het Mauritshuis in Den Haag met voornamelijk schilderijen uit de Gouden Eeuw, beide met 240.000 bezoekers. Het Maritiem Museum Rotterdam en het Museon, beide 155.000 keer bezocht, het Rijksmuseum van Oudheden met 120.000 bezoekers, het Nederlands Architectuurinstituut met 98.974 bezoekers, de Hortus Botanicus Leiden met 92.581 bezoekers, het Museum Volkenkunde met 76.500 bezoekers en het Stedelijk Museum Schiedam met 73.000 bezoekers stonden ook in de top 50 van meest bezochte musea van Nederland in 2008.

### Theater en concerten
In 2005 waren er in Zuid-Holland 92 theaterzalen waar er professionele podiumkunsten getoond werden. De capaciteit van deze 92 theaterzalen bestond uit 38.918 plaatsen. Er werden in 2005 9.773 voorstellingen opgevoerd, die door 4,7 miljoen mensen werden bezocht.
Den Haag heeft verschillende theaters en muziekpodia. Het populairste theater in de stad is het Circustheater, hoofdzakelijk gebruikt voor succesvolle musicals, dat in 2007 bezocht werd door 450.000 mensen. De Koninklijke Schouwburg, bezocht in 2007 door 115.000 mensen, is een theater en een voormalig paleis aan de Korte Voorhout in Den Haag. De Dr. Anton Philipszaal, vaste speelzaal van het Residentie Orkest, is een concertzaal en theater, dat in 1987 is gebouwd en vernoemd naar Anton Philips, de grondlegger van de hoofdsponsor Philips. De Dr. Anton Philipszaal en het Lucent Danstheater trokken in 2007 meer dan 70.000 bezoekers.

## Media
Dagelijks worden er in Zuid-Holland 598.806 kranten verspreid, waarvan 562.026 landelijke dagbladen en 36.780 regionale dagbladen. De landelijke kranten met de grootste oplages in de provincie in 2009 zijn het AD met een oplage van 276.000, De Telegraaf met een oplage van 109.000, het NRC Handelsblad met een oplage van 53.000, de Volkskrant met een oplage van 48.000, Trouw met een oplage van 26.000, nrc.next met een oplage van 21.000 en het Reformatorisch Dagblad met een oplage van 20.000. Naast de landelijke editie heeft het AD diverse regionale edities zoals onder andere de Haagsche Courant en het Rotterdams Nieuwsblad. Het Leidsch Dagblad en de Haarlems Dagblad Kombinatie zijn de enige zelfstandige lokale dagbladen die in Zuid-Holland verspreid worden. Het Leidsch Dagblad heeft een oplage van 33.000 en de Haarlems Dagblad Kombinatie heeft in Zuid-Holland een oplage van 1.700.
Regionale radio en tv zijn er als RTV Rijnmond en Omroep West.

## Economie

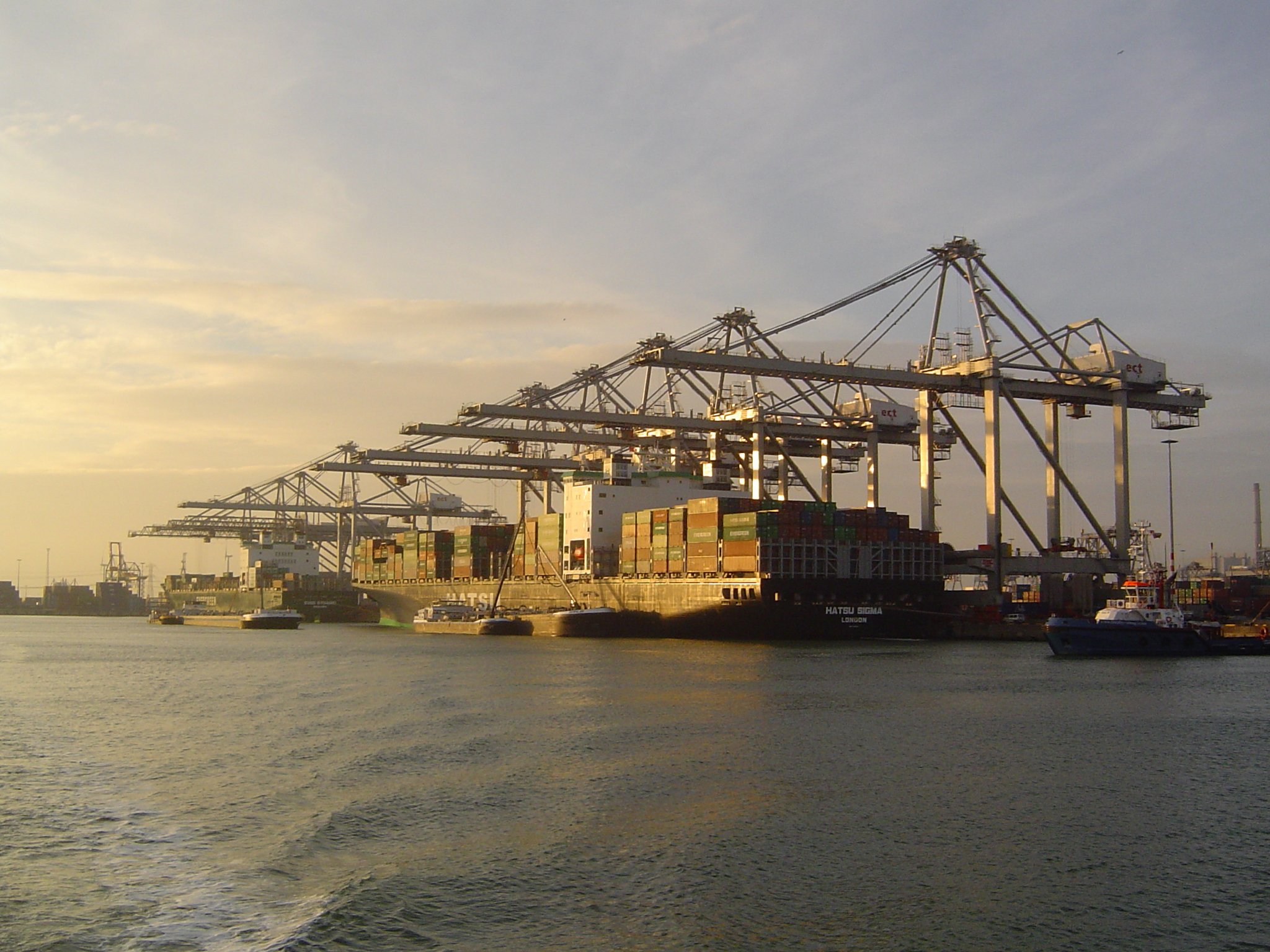
De haven van Rotterdam is de grootste haven van Europa en de vierde van de wereld.

Het bruto binnenlands product van de provincie bedroeg in 2010 €123,4 miljard of 21% van het BBP van Nederland, wat toen het hoogste aandeel was van alle provincies. Als onderdeel van de Randstad behoort Zuid-Holland tot het economisch grootste en belangrijkste netwerk van Nederland. De beroepsbevolking bestond in 2009 uit 1,647 miljoen personen, wat toen 21,2% was van de totale Nederlandse beroepsbevolking. De provincie is wereldspeler op een aantal markten, waaronder van de havenactiviteiten en de glastuinbouw, maar ook de baggerbedrijven en het internationaal recht kunnen genoemd worden.
De provincie kent meerdere regio's die ieder economisch zwakke en sterke punten hebben. De regio Rotterdam is sterk vanwege de mainportfunctie. Het levert veel toegevoegde waarde, alleen vertaalt dit zich niet terug in het aantal arbeidsplaatsen. Het opleidingsniveau en de arbeidsparticipatie zijn relatief laag en de werkloosheid is relatief hoog. De veruit grootste haven van Europa en vierde van de wereld met 10,8 miljoen overgeslagen containers en 421,1 miljoen overgeslagen metrische tonnen bood in 2006 werk aan 86.531 mensen. De regio Den Haag is na Amsterdam de tweede kantorenregio van Nederland. Leiden en de bollenstreek liggen gunstig tussen de noord- en zuidvleugel van de Randstad en zijn goed qua kennisinnovatie, met name in de biotechnologie.

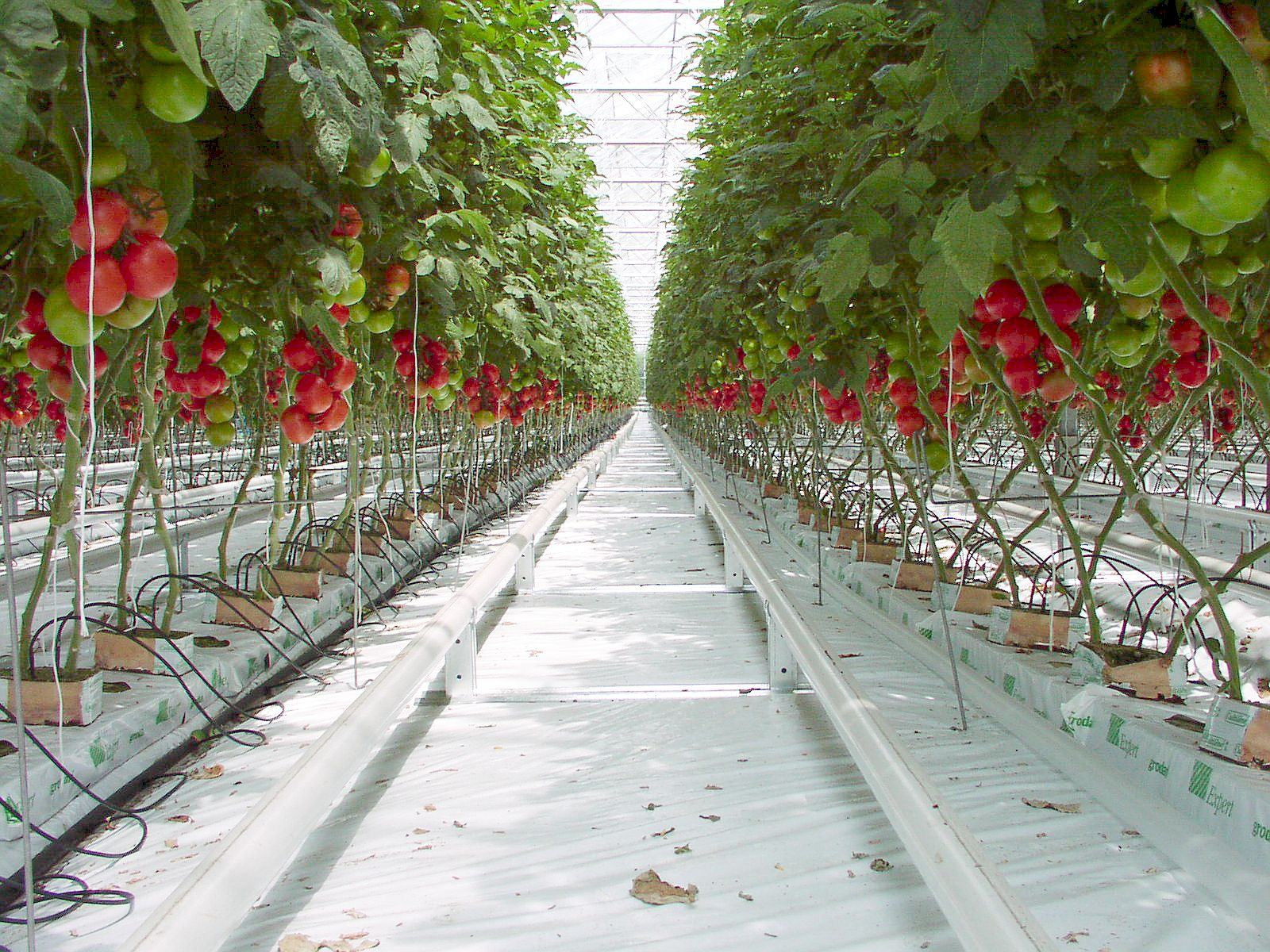
De glastuinbouwsector is een belangrijke sector in de provincie.

Delft herbergt veel technologisch hoogwaardige bedrijven en instellingen, door onder andere de aanwezigheid van de Technische Universiteit. Westland heeft een omvangrijk glastuinbouwcomplex met een bruto binnenlands product van € 3 miljard en is vanwege de export belangrijk voor de Nederlandse economie. Zuid-Oost Zuid-Holland is sterk in het transport en de distributie door de gunstige ligging ten aanzien van de achterlandverbindingen. Oost-Zuid-Holland, onderdeel van het Groene Hart, heeft lange tijd economische groei gekend, voornamelijk langs de A12, maar deze groei is gestopt door het restrictief planologisch beleid om het Groene Hart te beschermen.
De crisis is in de regio Rotterdam harder aangekomen dan in de regio Den Haag, dat lager dan het nationale gemiddelde scoorde. Het aantal werklozen en het aantal bijstandsuitkeringen zijn minder hard gestegen vergeleken met het nationale gemiddelde. Van het aantal werklozen was de stijging in de regio Rotterdam groter dan in de regio Den Haag. Het aantal openstaande vacatures was wel sterker gedaald dan in de rest van Nederland. De situatie van de woningmarkt in Zuid-Holland was al aan het teruglopen in 2008 en werd versterkt door de crisis, met een dieptepunt in het eerste kwartaal van 2009 en herstellend vanaf het derde kwartaal van 2009.
Ook het toerisme is in Zuid-Holland erg belangrijk. Bestedingen daaraan werden in 2003 geschat op €1,4 à €1,5 miljard per jaar. Daarnaast biedt de toeristische sector werk aan 19.000 FTE. Na Noord-Holland kwamen de meeste buitenlandse toeristen naar Zuid-Holland. In 2008 waren dit 1,37 miljoen buitenlandse toeristen die 3,55 miljoen overnachtingen deden. De meeste buitenlandse toeristen in Nederland komen uit: Duitsland, het Verenigd Koninkrijk, België, Frankrijk, Italië, Spanje en de Verenigde Staten. Terwijl Zuid-Holland na Noord-Holland de meeste buitenlandse toeristen mocht verwelkomen, is Zuid-Holland voor Nederlanders een minder populaire bestemming. In 2008 werden er 1,18 miljoen vakanties geboekt naar Zuid-Holland, wat 7% is van het totale aantal binnenlandse vakanties. Populaire attracties in Zuid-Holland zijn Diergaarde Blijdorp, Duinrell, Madurodam, Keukenhof, Tropicana, Avifauna, Omniversum, Euromast, Plaswijckpark 2000 en Archeon.

## Verkeer en vervoer

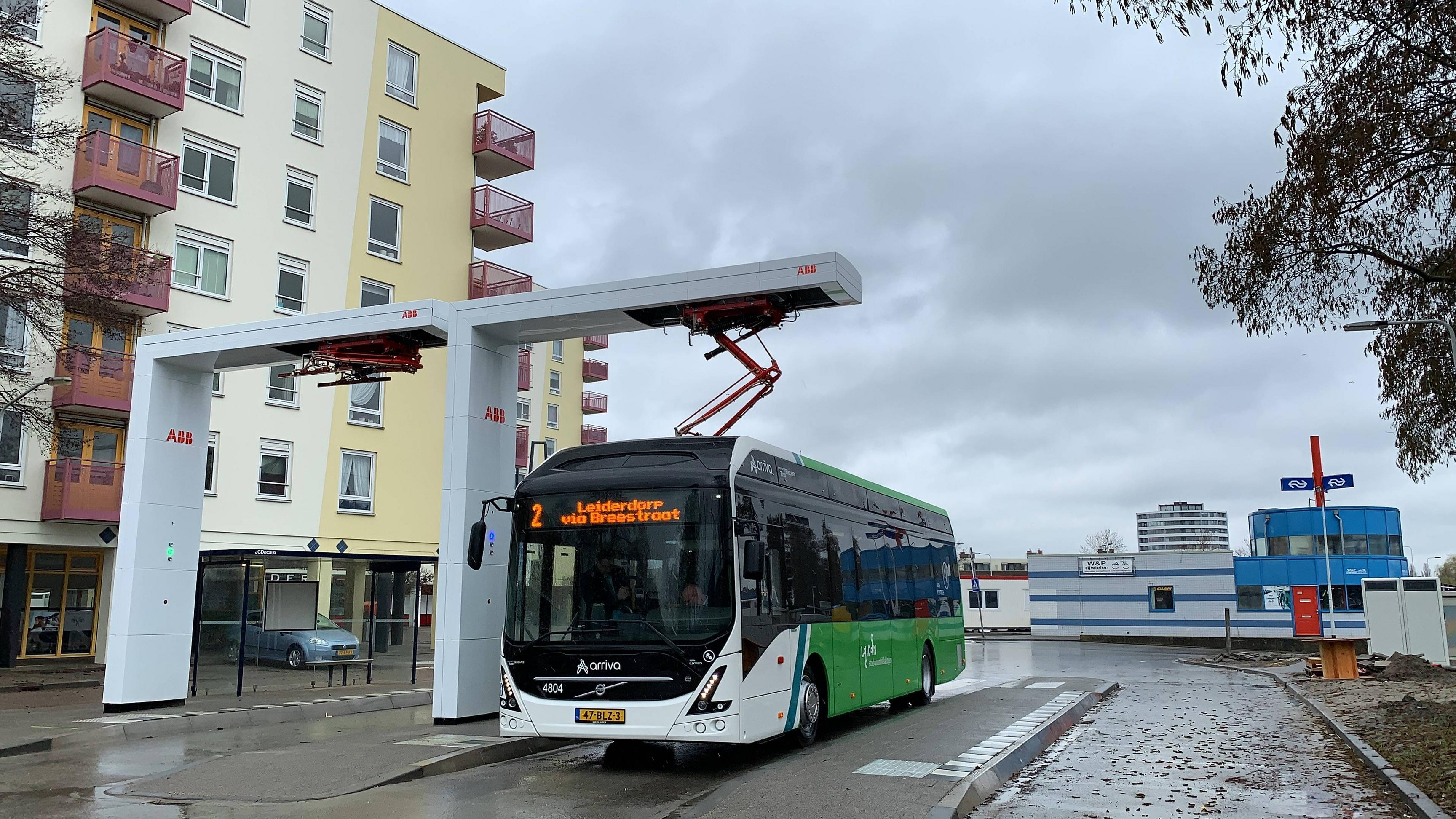
De provincie Zuid-Holland is de opdrachtgever van het openbaar vervoer buiten de Metropoolregio Rotterdam Den Haag.

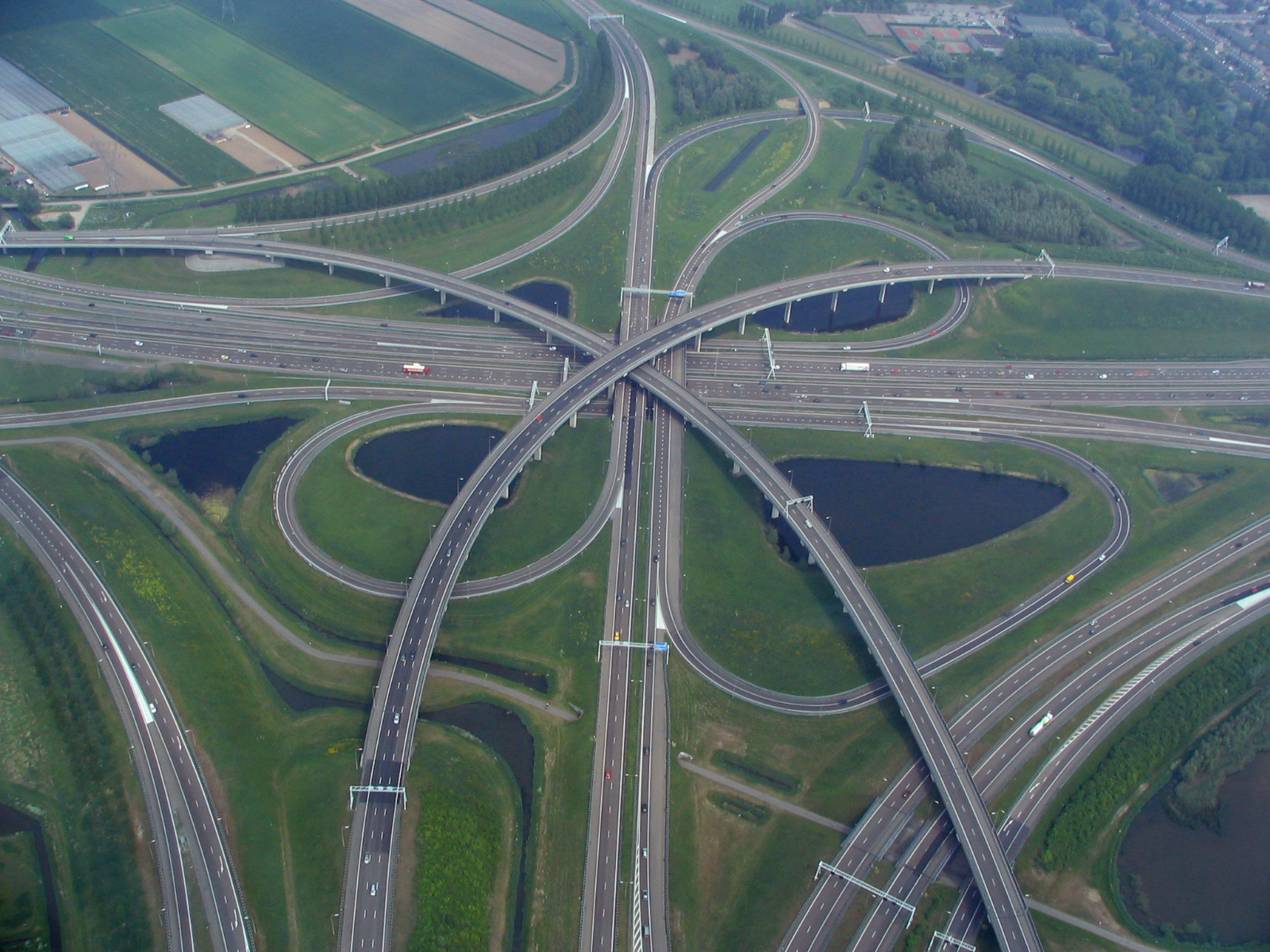
Knooppunt Ridderkerk, waar de snelwegen A15 en A16 elkaar kruisen

Er zijn vele wegen in Zuid-Holland vooral rond de Randstad. Enkele belangrijke wegen zijn: A4, N11, A12, A13, A15, A16, A20, A29 en N57. Vooral 's morgens en 's avonds tijdens de spits ontstaan er files rond de steden.
Het aandeel van het openbaar vervoer in het totale personenvervoer was in 2006 12,2% en in 2007 10,4%, waar dit in 1993 nog 13,9% was. Vervoersvormen die aangeboden worden zijn de trein, tram, metro, bus, waterbus en watertaxi. Er zijn spoorwegverbindingen tussen Zuid-Hollandse steden met andere delen van Nederland en het buitenland. De hogesnelheidstrein Intercity direct tussen Amsterdam en Breda via de HSL stopt in Zuid-Holland op het station Rotterdam Centraal. De internationale hogesnelheidstrein Thalys tussen Amsterdam en Parijs ook via de HSL stopt ook op Rotterdam Centraal.
Rotterdam is de enige stad in Zuid-Holland met een metronetwerk. De Rotterdamse metro werd in 1968 geopend en is sindsdien uitgebreid tot een netwerk van vijf lijnen en 70 stations. De RandstadRail, een lightrailverbinding die in 2006 in gebruik is genomen tussen Rotterdam en Den Haag, rijdt grotendeels over twee oude lijnen die aan elkaar zijn verbonden en geschikt zijn gemaakt voor lightrailvoertuigen. In Rotterdam sluit de lightrailverbinding aan op de metro en in Den Haag op het tramnetwerk.
Rotterdam beschikt over een grote zeehaven waarvandaan scheepvaartverkeer op de grote rivieren plaatsvindt.
De enige luchthaven in de provincie is het Rotterdam The Hague Airport in Rotterdam. Deze luchthaven is met 1 miljoen passagiers in 2009 de derde luchthaven van Nederland, na Luchthaven Schiphol en Eindhoven Airport.
Mobiliteit wordt uitgedrukt in het aantal verplaatsingen die worden gedaan tijdens een bepaald tijdseenheid. In totaal legde de Zuid-Hollandse bevolking in 2007 35,17 miljoen km af. Het totale aantal afgelegde kilometers was in 2007 8,1% minder dan in 2004, terwijl de mobiliteit in heel Nederland over die periode ongeveer gelijk is gebleven. Gemiddeld reisde een inwoner van Zuid-Holland in 2007 29,27 km per dag, waar een gemiddelde Nederlander per dag 32,74 km reisde. In Haaglanden en Rijnmond is dit aantal met respectievelijk 28,33 km en 26,60 km per dag lager dan het gemiddelde in Zuid-Holland en lager dan de overige regio's in Zuid-Holland, die gemiddeld 32,35 km per dag reisden. De verplaatsingsafstand per persoon is in de overige regio's hoger door het landelijke karakter van die gebieden, wat vaak betekent dat de afstanden die afgelegd moeten worden groter zijn.